# Укрзалізниця

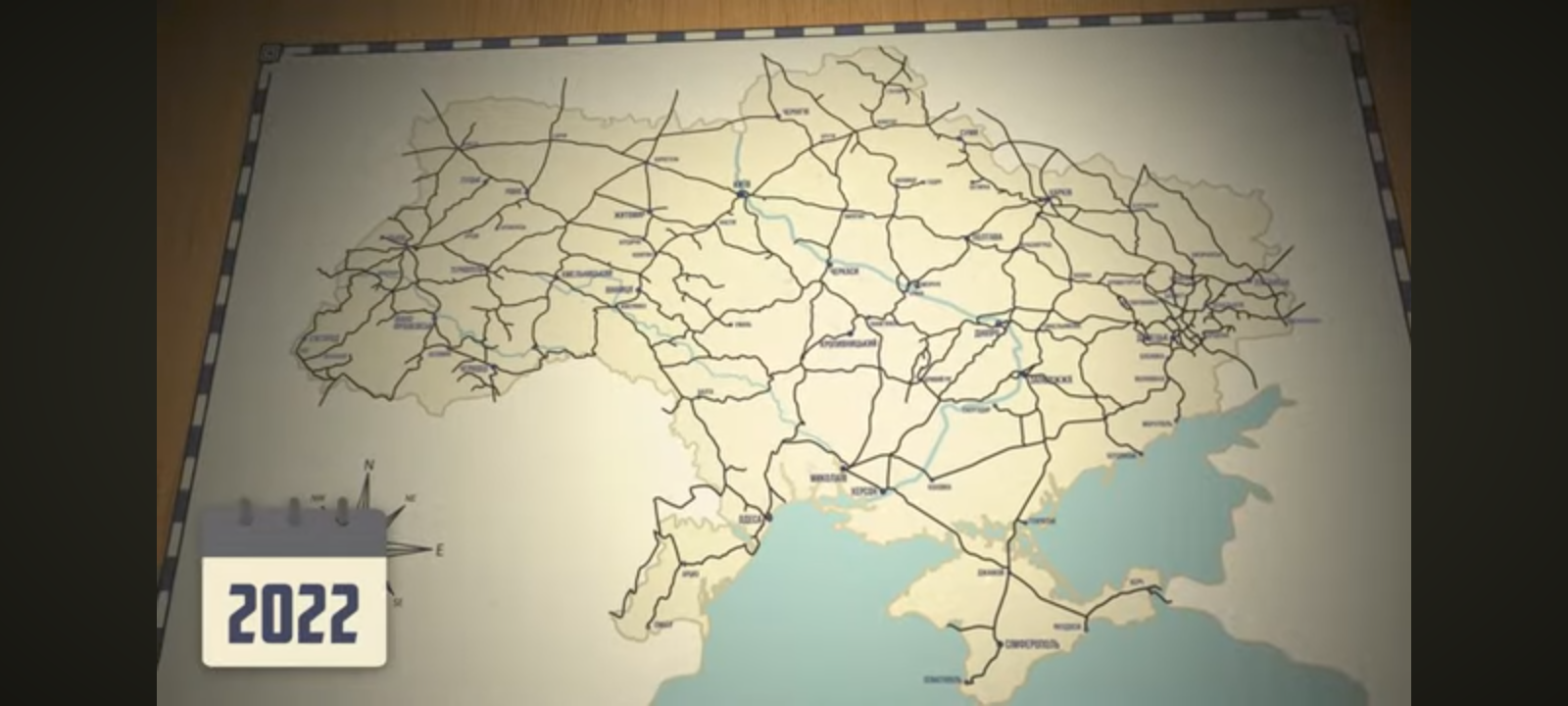
Всі залізничні колії України станом на 2022

«Українська залізниця» (ПАТ «Укрзалізниця», Укрзалізниця, УЗ) — державна компанія залізничного транспорту загального користування, перевізник вантажів та пасажирів у внутрішньому та міжнародному сполученні. Засноване в жовтні 2015 року. 2018 року компанія була перетворена з публічної на приватну. Є державним підприємством-монополістом у сфері залізничних перевезень.
Компанія забезпечує 82 % вантажних і 36 % пасажирських перевезень, здійснюваних всіма видами транспорту. За обсягами вантажних перевезень посідає №4 на Євразійському континенті, поступаючись залізницям Китаю, Росії та Індії.
Є правонаступником Державної адміністрації залізничного транспорту України, а також підвідомчих підприємств і закладів, що мали статус окремих юридичних осіб.
«Укрзалізниця» — акціонерне товариство, 100 % акцій якого належать державі. Компанія входить до переліку держпідприємств, які не підлягають приватизації.

## Історія
У другій половині XIX ст. кількість перевезених залізницею пасажирів зростала дуже швидко. Наявні поїзди ледве встигали задовольняти потреби населення. Проте, темпи зростання виручки від пасажирських перевезень були значно повільнішими. Непропорційність росту виручки до росту кількості пасажирів пояснювалася суттєвим збільшенням кількості пасажирів III класу.
Вагони різних класів фарбувалися у відповідні кольори: I клас — синій, II клас — жовтий, III клас — зелений, IV клас — сірий. Були й так звані «вагони-мікст» — змішаного класу: пів вагона одного класу, пів вагона іншого. Такі вагони фарбували в два кольори відповідно до кожного класу. Мабуть, це було дуже яскраво та гарно.
Вагони I, II та III класів використовувалися у далекому сполученні, а для приміських перевезень — IV класу та за потреби III класу. Поняття приміських перевезень з'явилося у 1930—1940-х, а до цього вони називалися місцевими або дачними. Закріплення місць у квитках спочатку не було. Пасажирам вагонів I та II класу пропонував місця провідник. До вагонів III та IV класу пускали так само, як зараз у приміський поїзд.
Кількість проданих квитків зростала в літній період у 2—3 рази. Зазвичай пік продажів припадав на серпень, а найменше охочих подорожувати було у грудні. На теплу пору року маршрути поїздів подовжували до курортних зон.
Після здобуття у 1991 році Україною незалежності постало питання організації вантажних і пасажирських перевезень територією країни. Для ефективного управління залізничним транспортом та забезпечення потреб господарства й населення в перевезеннях Кабінет Міністрів України 14 грудня 1991 року видав постанову «Про створення Державної адміністрації залізничного транспорту України».
2002 рік став початком розвитку швидкісного руху. 11 липня 2002 року на маршруті Київ — Харків запущений «Столичний експрес», вагони якого були вироблені Крюківським вагонобудівним заводом. Час експреса у дорозі склав 5 годин 45 хвилин, що майже вдвічі менше звичайного поїзда. На трасі швидкісного руху було відремонтовано 60 вокзалів і 190 зупинних платформ.
У 2003 році аналогічний поїзд запущений за маршрутом Київ — Дніпропетровськ, а через 2 роки швидкісний експрес сполучив Київ з Москвою. Поступово швидкісне сполучення впроваджувалося й на інших ділянках. Станом на 2006 прискорені поїзди курсували на 12 маршрутах.
У грудні 2008 року в Україні відбулася перша транзакція з бронювання залізничного квитка онлайн із подальшим викупом у касах Укрзалізниці. Подія стала важливою віхою цифрової трансформації залізничних пасажирських перевезень в Україні та відкрила шлях до впровадження електронних квитків.
У 2009 році залізничним транспортом скористалися 490 млн пасажирів. Утім, збитки «Укрзалізниці» від пасажирських перевезень склали понад 5,2 млрд грн, у тому числі від приміських — 2,6 млрд грн. Однією з основних причин збитковості пасажирських перевезень є пільгові перевезення, які недостатньо фінансуються з бюджету.
У 2010 році вводить преміум-послугу, поїздки у вагонах-салонах, така подорож коштує як 11 квитків у спальному вагоні, а також різні супутні витрати додатково.

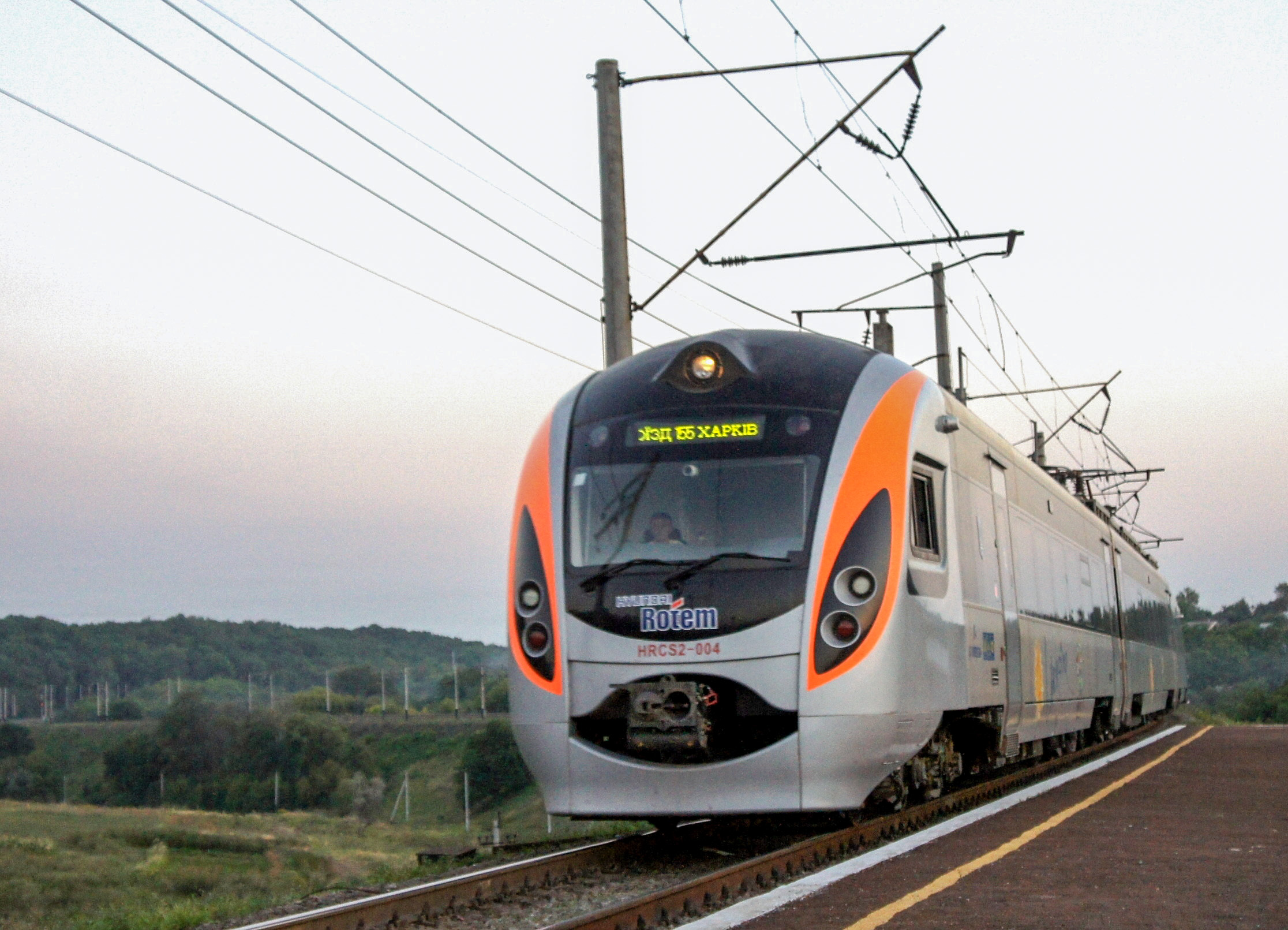
Електропоїзд HRCS2

Напередодні Євро-2012 парк Укрзалізниці поповнився 10-ма 9-вагонними електропоїздами HRCS2 виробництва Hyundai Rotem вартістю у 307 мільйонів доларів. Однак, з настанням зимової пори почастішали поламки цих поїздів. За підрахунками ЗМІ, поїзди Hyundai за півроку ламалися не менше 100 разів.
У рамках підготовки до чемпіонату Європи з футболу також закуплено два двоповерхових шестивагонних електропотяги EJ 675 виготовлених компанією Škoda Vagonka. Їхня вартість склала 39,9 млн євро. Безпрецедентним було напередодні проведення ЄВРО 2012 рішення скасувати нічні поїзди, що викликало негативну реакцію пасажирів.
Важливою проблемою українських залізниць є електрифікація, що дозволяє знизити собівартість перевезень. За 1991—2013 роки електрифіковано близько 2 500 км залізничних шляхів, при чому вартість одного кілометра електрифікованої ділянки складає 3—4 млн ₴, а середній термін окупності — понад 8 років. Всього станом на 2014 рік було електрифіковано 9878 км (45 % від загальної протяжності).
Проте через війну на сході України «Укрзалізниця» втратила значну частину парку локомотивів (226 тепловозів та 68 електровозів), потягів приміського сполучення та вантажних і пасажирських вагонів, яка залишилася на окупованій території.
У 2016 році планувалося збільшення обсягів швидкісних перевезень.

Логотип до 2018

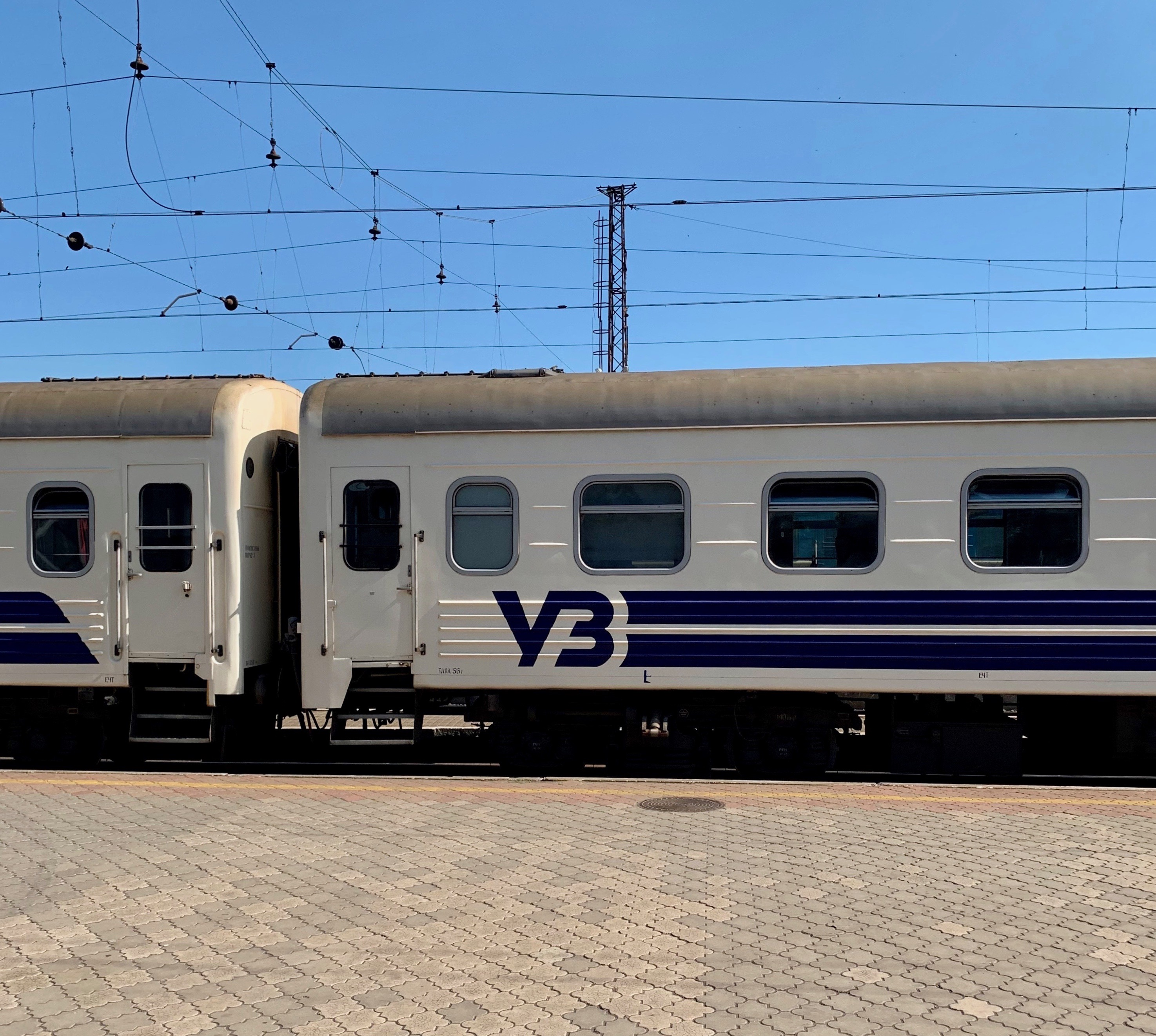
Пасажирський вагон забрендований новим логотипом

17 січня 2018 року «Укрзалізниця» ввела нову функцію замовлення квитків із пересадками.
14 лютого 2018 року Кабінет Міністрів України затвердив консолідований фінансовий план Укрзалізниці на 2018 рік з показником доходу в сумі 92,2 млрд ₴ і прибутку — 0,7 млрд ₴.
«Укрзалізниця» запустила регулярний контейнерний поїзд Одеса-Порт — Дніпро-Ліски — Одеса-Порт. У перший рейс потяг вирушив 31 липня зі станції «Одеса-порт» і 2 серпня прибув до станції Дніпро-Вантажний. У контейнерах перевозилися пакувальні матеріали.
За 7 місяців 2018 року «Укрзалізниця» збільшила на 3271 одиницю власний парк хопер-зерновозів. Наразі він становить 18 430 одиниць, тоді як на початку 2017 року — 15 159 одиниць. Також збільшили свій парк зерновозів приватні власники рухомого складу. Лише з початку року вони придбали у вітчизняних вагонобудівних заводів 1 056 хопер-зерновозів, що вже більше на 26 одиниць, ніж за весь 2017 рік. Окрім того, «Укрзалізниця» в маркетингових 2018—2019 рр. змінить концепцію перевезення зернових вантажів.
29 жовтня 2019 року стало відомо, що «Укрзалізниця» першою з державних компаній розпочинає підготовку до ІРО (первинна публічна пропозиція).
30 грудня 2019 року «Укрзалізниця» підписала контракт із General Electric (США) на купівлю 40 нових локомотивів, які будуть отримані в 2020.
У 2020 році Желько Марчек оголосив про плани щодо звільнення 40-50 % адміністративного персоналу протягом 2020—2023. Заплановано позбутись непрофільних активів.
9 квітня 2022 року «Укрпошта» та «Укрзалізниця» об'єднали та запустили послугу з перевезення відправлень. «Укрпошта» після 21 року перерви відновила доставку відправлень залізницею. Проєкт отримав назву «Залізна пошта». Ця послуг допомагатиме насамперед волонтерам, щоб ті могли якнайшвидше та у великих обсягах пересилати гуманітарні вантажі по Україні. Поштові вагони доставляють пошту зі Львова, Одеси, Харкова, Дніпра до Києва та у зворотному напрямку.
12 червня 2023 року компанія об'явила про продаж квитків до жіночих купе. Першими маршрутами де з'явиться нова послуга стали «лідери» за кількістю зареєстрованих конфліктних випадків, а саме: поїзди № 81/82 Київ — Ужгород, № 41/42 Дніпро — Трускавець, № 75/76 Київ — Кривий Ріг та № 15/16 Харків — Ясіня.
7 серпня 2025 року, у тестовому режимі, було запущено пряме залізничне сполучення між Києвом та Бухарестом (Румунія).
Дерусифікація залізничної інфраструктури
28 листопада 2022 року правління АТ «Укрзалізниця» затвердило Програму дерусифікації інфраструктури залізничного транспорту. Передбачається, зокрема, впродовж 2023—2024 роках перейменування регіональних філій «Південна залізниця» та «Південно-Західна залізниця». Комплексна програма дерусифікації розрахована на 2023—2025 роки, під час якої заплановано у декілька етапів повністю ліквідувати все, що залишилось за часів радянщини та пов'язує з країною-агресором:
- назви залізниць;
- переклад українських міст російською з фасадів станцій та зупинних пунктів;
- позначки кілометражу (відлік відстаней від Києва);
- сигнальні позначки;
- радянські барельєфи;
- російські назви станцій;
- вигляд квитків[36].

У 2023 році компанія розпочала масштабну кампанію з українізації залізниці, у межах якої здійснюється поступове перейменування станцій, зупинних пунктів та зміна російської на українську мову написів у поїздах та відлік кілометражу від Києва.
21 грудня 2024 року представник Міністерства розвитку громад та територій України повідомив, що квитки на потяги «Укрзалізниці» більше не міститимуть інформації російською мовою — відтепер інформація на квитках буде дублюватися лише українською та англійською мовами.
Філія «Приміська пасажирська компанія»
З 1 січня 2024 року створена Приміська пасажирська компанія, внаслідок реорганізації Департаменту приміських перевезень «Укрзалізниці». Приміська філія має вертикаль, до складу якої входять не лише  адміністративний апарат, але й депо та рухомий склад. Під керівництвом центру перебувають всі ланки, що забезпечують організацію приміських перевезень залізницею. Раніше цю функцію забезпечували регіональні філії та всіляко намагалися позбутися зайвого баласту, поступово скорочувалися маршрути, кількість рейсів. По деяких філіях перевезення скоротилися через відсутність рухомого складу. Основною якісною зміною є контроль фінансових потоків, зокрема, обігові кошти від перевезень. Серед іншого з'явилася можливість розподілення видатків за потребами того чи іншого регіонального сектору. Так само під контролем центру перебуває технічний стан рухомого складу (закупівлі запчастин, ремонтні роботи тощо), проте, без сприяння материнської компанії, тобто, «Укрзалізниці», філія немає можливості забезпечити великі капітальні видатки, зокрема, на модернізацію поїздів. Це також стосується покриття збитків від перевезень.

## Статистичні показники

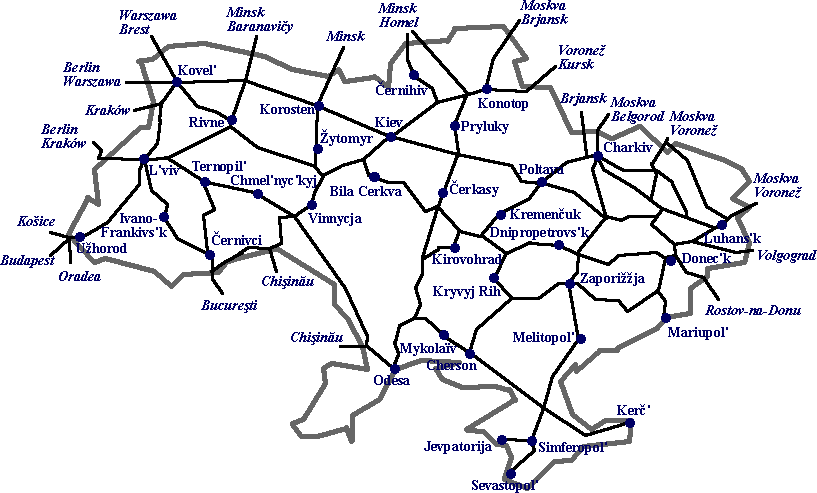
Мережа та напрямки Укрзалізниці

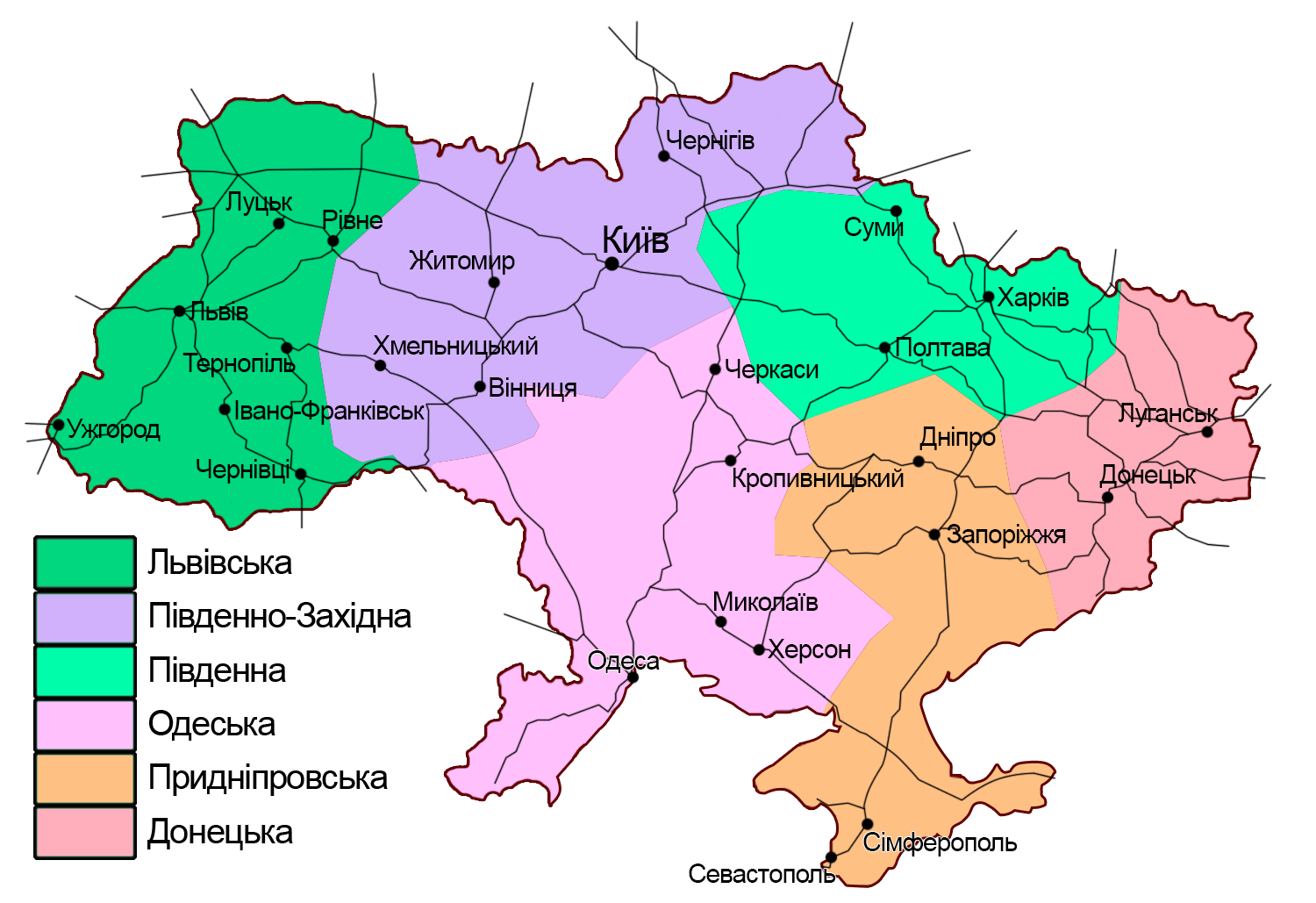
Територіальний поділ залізниць України станом на 2014 рік

За даними Державної адміністрації залізничного транспорту України станом на 1 січня 2014 року:
- експлуатаційна протяжність головних колій — 21 640,4 км;
- електрифікованих колій — 9878 км (46 %)[42] (станом на липень 2019 року — 9926 км)[43].
- ширина колії — 1520 мм, 1435 мм (прикордонні з країнами ЄС лінії) та 750 мм (вузькоколійні залізниці);
- кількість залізничних станцій — 1447;
- залізничних вокзалів — 118, з них 18 позакласних, 9 — першого класу, 34 — другого класу, 57 — третього класу;
- зупинні пункти та платформи — 2268;
- залізничних переїздів — 5422;
- чисельність працівників — 308 684 особи (станом на 01.01.2015);
- кількість фірмових пасажирських поїздів — 52 од.

Укрзалізницею перевезено:
|                     | 2016  | 2017  | 2018  |
| ------------------- | ----- | ----- | ----- |
| Пасажирів, млн осіб | 162,3 | 158,1 | 151,1 |
| Вантажів, млрд т·км | 187,5 | 191,9 | 186,3 |

### Рухомий склад
Парк рухомого складу станом на 2017 рік складав:
- вантажні вагони — 65 422 од.;
- локомотиви — 2250 од., у тому числі:
  - електровози — 1469 од.;
  - тепловози — 429 од.;
- моторвагонний рухомий склад, у тому числі:
  - дизель-поїзди — 282 од.;
  - рейкові автобуси — 17 од.;
  - електропоїзди — 1391 од.;
- пасажирські вагони — 5210 од.;
- швидкісні електропоїзди Hyundai — 10 од.;
- швидкісні електропоїзди «Тарпан» — 2 од.;
- міжрегіональні поїзди локомотивної тяги — 2 од. (по 5 пасажирських вагонів);
- контейнери — 4475 од.

9 листопада 2021 року Міністр інфраструктури України зазначив, що переважна більшість рухомого складу УЗ потребує заміни чи ремонту, 90 % поїздів потребували заміни чи ремонту, а електропоїзди на 90 % були "металобрухтом".
Станом на 2019 рік 9926 км українських залізниць було електрифіковано на постійному та змінному струмі. Здебільшого це магістральні лінії з великим вантажопотоком та інтенсивним рухом пасажирських поїздів. Загальна протяжність залізниць (без урахування окупованих територій Криму та Донбасу) становить 19 790 км. Таким чином, в Україні електрифіковано майже половину всіх залізничних ліній. Це дуже добрий показник — по ньому Україна знаходиться на рівні більшості європейських країн.

## Фінансові показники
Статутний капітал ПрАТ «УЗ» становить 229 879 115 000 грн.
У 2015 році фінансовий оборот «Укрзалізниці» становитиме близько 70 млрд грн ($2,7 млрд).
Компанія Deloitte оцінила активи «Укрзалізниці» у 245 млрд грн. За словами Андрія Пивоварського, з огляду на значний рівень зношеності майна, відновлювальна вартість становить 1,253 трлн грн.
У 2006 році балансова вартість основних фондів залізничного транспорту становила близько 21 млрд грн (4,4 млрд дол.).
Зношеність основних фондів «Укрзалізниці» оцінюється в 57 %, у частині рухомого складу — 66,7 %.
У 2009 році зведений річний бюджет становив більше 40 млрд грн (5 млрд дол.).
У 2016 році, станом на кінець жовтня, «Укрзалізниця» відзвітувала з отриманням 1,2 млрд грн чистого прибутку, тоді як чистий дохід компанії становив 48,89 млрд грн за 9 місяців. Порівняльні дані за аналогічний період минулого року в звіті відсутні, оскільки свою господарську діяльність як акціонерна компанія «Укрзалізниця» розпочала 1 грудня 2015 року.
2020 року компанія отримала збитки у розмірі 11,8 млрд грн.
2021 рік за даними Міністерства інфраструктури компанія закінчила з прибутком у розмірі 457 млн грн, хоча протягом року мала збитки в обсязі до 8 млрд грн.
2022 року АТ «Укрзалізниця» отримала збитків на загальну суму 10,8 млрд грн.
За 2024 рік УЗ  отримала 102,9 млрд грн доходу (+11% за рік), але компанія закінчила 2024 рік зі збитком 4,2 млрд грн.

## Реформування (корпоратизація)
Основними документами у галузі реформування Укрзалізниці є:
- Концепція Державної програми реформування залізничного транспорту, схвалена розпорядженням Кабінету Міністрів України від 27 грудня 2006 року № 651-р[56]

- Державна цільова програма реформування залізничного транспорту на 2010—2019 роки, затверджена постановою КМУ від 16 грудня 2009 р. № 1390, викладена в новій редакції постановою КМУ від 26 жовтня 2011 р. № 1106[57].

- Закон України «Про особливості утворення публічного акціонерного товариства залізничного транспорту загального користування» від 23 лютого 2012 року[58]

На підставі Закону 2012 року, 25 червня 2014 року Уряд видав Постанову про утворення публічного акціонерного товариства «Українська залізниця», 100 % акцій якого закріплюються в державній власності, на базі Державної адміністрації залізничного транспорту, підприємств та установ залізничного транспорту загального користування, які реорганізовуються шляхом злиття.
ПАТ «Укрзалізниця», як визначено Постановою, утворена на базі:
- Донецької, Львівської, Південної, Одеської, Південно-Західної, Придніпровської залізниць;
- Вагоноремонтних заводів;
- Проєктно-вишукувальних інститутів;
- Лікарень та інших підприємств галузі, зазначених у додатку[59].

Статут ПАТ «Укрзалізниця» затверджений КМУ 2 вересня 2015 року.
21 жовтня 2015 року відбулася державна реєстрація ПАТ «Українська залізниця» (код ЄДРПОУ 40075815). Реєстрація завершила процес корпоратизації «Укрзалізниці».
1 грудня 2015 року розпочалась господарська діяльність ПАТ «Українська залізниця».
Прес-центр ПАТ «Укрзалізниця»
2017 року акції АТ «Київський електротехнічний завод "Транссигнал"» зараховані на рахунок у цінних паперах ПАТ «Укрзалізниця» в депозитарній установі АТ «Ощадбанк», це останній з семи акціонерних товариств-заводів, акції яких вносяться до статутного капіталу ПАТ «Укрзалізниця», таким чином отримано можливість для випуску акцій і завершення корпоратизації товариства.
Формування кінцевої структури ПАТ «Укрзалізниця» заплановано на 2020 рік.
18 січня 2017 року Кабінет Міністрів України на позачерговому засіданні затвердив новий статут ПАТ «Укрзалізниця», згідно з яким, Міністерство інфраструктури України втратило право бути органом управління компанії. У новій редакції статуту у Мінінфраструктури відібрали можливість підписувати договори з головами наглядової ради та контракт із головою правління «Укрзалізниці». Також Мінінфраструктури позбавили права визначати напрямки діяльності компанії, впливати на кількість акцій, затверджувати фінансовий план, річний звіт, чисельність персоналу.
Рішення з цих питань мали оформлюватися відповідним актом Кабінету Міністрів України, проєкт якого розробляється та подається в установленому порядку Мінекономрозвитку.
4 серпня 2017 року Окружний адміністративний суд міста Києва визнав незаконною постанову уряду, якою «Укрзалізницю» було виведено з-під порядкування Міністерства інфраструктури України. Суд визнав незаконною та нечинною постанову Уряду від 18 січня 2017 року № 52 «Про внесення змін до Статуту ПАТ “Укрзалізниця”». Також суд дійшов до висновку про протиправність дій Мінекономрозвитку в частині підготовки та внесення на розгляд уряду проєкту зазначеної постанови. За результатами розгляду справи суд визнав виключне право Мінінфраструктури на розроблення проєктів актів про внесення змін до Статуту ПАТ «Укрзалізниця» як міністерства, компетенція якого у таких питаннях є домінуючою.
У планах Укрзалізниці на 2018 рік — утворення вантажної вертикалі й вагонної компанії UZ Cargo, що дозволить посилити конкуренцію на ринку, забезпечить рівні умови для вагонів різних власників та збільшить ефективність оперування перевезеннями. Наступними кроками стане формування інфраструктурної вертикалі, у якій діятимуть підрозділи з будівництва та ремонту колії, будівництва та ремонту інженерних споруд, центр діагностики інфраструктури та інші функціональні підрозділи. Також буде виділено оператора тяги та оператора вокзалів.
Окрім реформи корпоративного управління, в Укрзалізниці продовжується реформа системи закупівель, уже розпочато аудит системи закупівель за підтримки CIPS. Триває також реструктуризація боргових зобов'язань, спрямована на зниження відсоткових ставок, заміну валюти кредитування, продовження користування коштами, а також підготовку нової емісії єврооблігацій з метою структурування заміщення дорожчих облігацій в обігу. Усі ці заходи, за словами керівника Укрзалізниці, дозволять підвищити ефективність компанії, зокрема, збільшити обсяг інвестицій у рухомий склад.
Станом на 2018 рік загальний обсяг інвестицій на придбання та модернізацію рухомого складу заплановано в обсязі 18,4 млрд грн. Зокрема, у цьому році «Укрзалізниця» планує придбати 60 пасажирських вагонів та 2 секції електропоїздів, модернізувати 226 пасажирських вагонів та 100 секцій електропоїздів. Для забезпечення вантажних перевезень передбачена закупівля 3550 напіввагонів із залученням кредиту ЄБРР, виготовлення 3600 вантажних вагонів, модернізація понад 10 тис. вантажних вагонів. Також заплановано поставити 30 локомотивів «General Electric» ТЕ33А, модернізувати та модифікувати 50 вантажних і 29 пасажирських електровозів, 18 вантажних, 4 пасажирських та 62 маневрові тепловози.
У листопаді 2018 року компанія створила дочірнє підприємство ТОВ «УЗ Карго Вагон» (UZ Cargo Wagon LLC), яке буде балансоутримувачем вантажних піввагонів, що поставлятимуться в рамках кредитної угоди з Європейським банком реконструкції та розвитку.
У липні 2019 року «Укрзалізниця» підписала меморандум із компанією Toshiba для розв'язання проблеми дефіциту маневрових локомотивів у парку компанії.
| Пасажирські вагонні дільниці та депо «Укрзалізниці» | Пасажирські вагонні дільниці та депо «Укрзалізниці» | Пасажирські вагонні дільниці та депо «Укрзалізниці» | Пасажирські вагонні дільниці та депо «Укрзалізниці» |
| Код вагонної дільниці                               | Код вагонного депо                                  | Залізниця                                           | Станція                                             |
| --------------------------------------------------- | --------------------------------------------------- | --------------------------------------------------- | --------------------------------------------------- |
| ПКВЧ-1                                              | ВЧ-1                                                | Південно-Західна                                    | Київ-Пасажирський                                   |
| ПКВЧ-2                                              | ВЧ-2                                                | Південно-Західна                                    | Жмеринка                                            |
| ПКВЧ-3                                              | ВЧ-3                                                | Південно-Західна                                    | Хмельницький                                        |
| ПКВЧ-4                                              | ЛВЧ-2                                               | Одеська                                             | Ім. Тараса Шевченка                                 |
| ПКВЧ-5                                              | ЛВЧ-5                                               | Львівська                                           | Ужгород                                             |
| ПКВЧ-6                                              | ВЧ-3                                                | Південна                                            | Суми                                                |
| ПКВЧ-7                                              | ВЧ-1                                                | Південна                                            | Харків-Пасажирський                                 |
| ПКВЧ-8                                              | ВЧ-4                                                | Південна                                            | Полтава                                             |
| ПКВЧ-9                                              | ЛВЧ-2                                               | Придніпровська                                      | Кривий Ріг-Головний                                 |
| ПКВЧД-2                                             | ЛВЧД-2                                              | Донецька                                            | Маріуполь                                           |
| ПКВЧД-3                                             | ЛВЧД-3                                              | Одеська                                             | Одеса-Головна                                       |
| ПКВЧД-4                                             | ЛВЧД-6                                              | Придніпровська                                      | Синельникове                                        |
| ПКВЧД-6                                             | ЛВЧД-6                                              | Львівська                                           | Івано-Франківськ, Чернівці                          |
| ПКВЧД-7                                             | ЛВЧД-7                                              | Придніпровська                                      | Запоріжжя I                                         |
| ПКВЧД-8                                             | ЛВЧД-1                                              | Львівська                                           | Львів                                               |
| ПКВЧД-9                                             | ЛВЧД-9                                              | Південно-Західна                                    | Бахмач                                              |
| ПКВЧД-10                                            | ЛВЧД-10                                             | Південна                                            | Гребінка                                            |
| ПКВЧД-11                                            | ЛВЧД-1                                              | Придніпровська                                      | Дніпро-Головний                                     |
| ПКВЧД-12                                            | ЛВЧД-12                                             | Одеська                                             | Каховка                                             |
| ПКВЧД-13                                            | ЛВЧД-13                                             | Одеська                                             | Миколаїв                                            |
| ПКВЧД-14                                            | ЛВЧД-14                                             | Львівська                                           | Ковель                                              |

Примітки:
- ПКВЧ — вагонна дільниця, яка займається суто експлуатацією рухомого складу.
- ПКВЧД — вагонне депо, де окрім експлуатації здійснюють також ремонт рухомого складу.

### Під час епідемії коронавірусу
Через епідемію коронавірусу Україна ввела спочатку карантин 12 березня, 16 березня — закрила кордони і 18 березня припинила приміське сполучення, а 18 березня 2020 року було оголошено про закриття вокзалів.
17 березня 2020 року «Укрзалізниця» збільшила кількість вагонів до наявних поїздів, щоб всі охочі могли дістатися додому. Решту квитків можна повернути через каси.

### Російське вторгнення в Україну (з 2022)
Від початку російського вторгнення в Україну «Укрзалізниця» стала шляхом евакуації для мільйонів українців, а залізничники — тими самими Героями, завдяки яким стала можливою евакуація, доставка гуманітарних вантажів, реалізація залізної дипломатії та виконання багатьох інших завдань держави. Захищаючи країну на своєму фронті, залізничники, як і працівники інших сфер критичної інфраструктури, отримують поранення і, на жаль, жертвують найважливішим — власним життям. Згідно з повідомленням пресслужби «Укрзалізниці», станом на 26 грудня 2022 року, від початку російського вторгнення в Україну 24 лютого, загинуло 303 працівників АТ «Укрзалізниця». Крім того, «Укрзалізниця» стала єдиним залізничним шляхом світу, яким користувалися лідери ЄС, ООН, МАГАТЕ — Урсула фон дер Ляєн, Жозеп Боррель, Роберта Мецола, Шарль Мішель, Антоніу Гутерреш, Рафаель Гроссі та десятків країн світу, серед яких Джо Байден, Борис Джонсон, Олаф Шольц, Емманюель Макрон, Джорджа Мелоні, Фуміо Кішіда, Анджей Дуда, Ріші Сунак, Матеуш Моравецький, Маріо Драґі, Ґітанас Науседа, Інґріда Шимоніте, Егілс Левітс, Санна Марін, Петр Фіала, Едуард Геґер, Карл Негаммер, Метте Фредеріксен, Джастін Трюдо, Марк Рютте, Алар Каріс, Антоніу Кошта, Еді Рама, Ульф Крістерссон, Магдалена Андерссон, Мая Санду, Ксав'є Бетель, Джоко Відодо, Йонас Гар Стьоре, Ентоні Албанізі, Міхал Мартін тощо. Загалом послугами «Укрзалізниці» з березня 2022 року по лютий 2023 року скористалися понад 300 іноземних делегацій.
З 6 грудня 2023 року, «Укрзалізниця» запровадила послугу з бронювання проїзних документів для військовослужбовців на своєму порталі онлайн, у разі відсутності квитків у продажу. Відтепер військовослужбовці мають можливість придбати проїзні документи, навіть якщо поїздка раптова, наприклад, на лікування, у відрядження або до рідних у довгоочікувану відпустку, а квитки вже розкупили. Спецзамовлення квитків доступне на 17 поїздів, які найпопулярніші серед військовослужбовців, зокрема, це маршрути до міст, наближених до зони ведення бойових дій та зворотно.
За даними звіту Київської школи економіки (KSE), за період з 24 лютого 2022 року по січень 2024 року, загальний обсяг пошкодженого залізничного полотна становив до 507 км, пошкоджено або знищено 126 залізничних вокзалів та станцій, з яких понад 55 на підконтрольній, а решта — на непідконтрольній Україні територіях, понад 700 км залізничних колій знаходиться на тимчасово окупованій території. Загалом пошкоджено, знищено або втрачено 5,5 тис. будівель та близько 4 тис. споруд, що належать «Укрзалізниці». Рухоме майно, яке не було вивезене своєчасно з цих територій, вважається втраченим, зруйнованим або викраденим російськими окупантами.
Незважаючи на те, що на початкових етапах війни залізничне сполучення було призупинено, на початок 2024 року кількість пасажирів повернулася до довоєнного рівня: у 2023 році було перевезено 24,9 млн пасажирів. У 2024 році «Укрзалізниця» очікувала зростання кількості пасажирів до 27,5 млн.

## Структура
| Відокремлені підрозділи                                                                     | Код ЄДРПОУ | Розташування                                                     |
| ------------------------------------------------------------------------------------------- | ---------- | ---------------------------------------------------------------- |
| Регіональна філія «Львівська залізниця»                                                     | 40081195   | 79007, Львів, вулиця Гоголя, 1                                   |
| Регіональна філія «Одеська залізниця»                                                       | 40081200   | 65012, Одеса, вулиця Пантелеймонівська, 19                       |
| Регіональна філія «Південна залізниця»                                                      | 40081216   | 61052, Харків, вулиця Євгена Котляра, 7                          |
| Регіональна філія «Південно-Західна залізниця»                                              | 40081221   | 01034, Київ, вулиця Лисенка, 6                                   |
| Регіональна філія «Придніпровська залізниця»                                                | 40081237   | 49602, Дніпро, проспект Дмитра Яворницького, 108                 |
| Філія «Вінницятрансприлад»                                                                  | 40081242   | 21100, Вінниця, площа Привокзальна, 1                            |
| Філія «Головний інформаційно-обчислювальний центр»                                          | 40081258   | 01030, Київ, вулиця Івана Франка, 21                             |
| Філія «Дарницький вагоноремонтний завод»                                                    | 40081263   | 02092, Київ, вулиця Алматинська, 74                              |
| Філія «Єдиний розрахунковий центр залізничних перевезень»                                   | 40081279   | 03049, Київ, вулиця Уманська, 5                                  |
| Філія «Медіацентр „Магістраль“»                                                             | 40081284   | 01034, Київ, вулиця Лисенка, 6                                   |
| Філія «Науково-дослідний та конструкторсько-технологічний інститут залізничного транспорту» | 40081293   | 03038, Київ, вулиця Івана Федорова, 39                           |
| Філія «Панютинський вагоноремонтний завод»                                                  | 40081305   | 64660, Харківська область, Лозова, Панютине, вулиця Заводська, 5 |
| Філія «Проєктно-конструкторське технологічне бюро інформаційних технологій»                 | 40081310   | 01135, Київ, Жилянська вулиця, 97                                |
| Філія «Рефрижераторна вагонна компанія»                                                     | 40081326   | 08502, Київська область, Фастів, вулиця Андрія Шептицького, 1-Б  |
| Філія «Старокостянтинівський завод залізобетонних шпал»                                     | 40081331   | 31103, Хмельницька область, Старокостянтинів, вулиця Гончара, 22 |
| Філія «Центр забезпечення виробництва»                                                      | 40081347   | 03049, Київ, Повітрофлотський проспект, 11/15                    |
| Філія «Центр охорони здоров'я»                                                              | 40081352   | 03049, Київ, Повітрофлотський проспект, 9                        |
| Філія «Центр професійного розвитку персоналу»                                               | 40081368   | 19700, Черкаська область, Золотоноша, вулиця Черкаська, 14       |
| Філія «Центр транспортного сервісу „Ліски“»                                                 | 40081373   | 02092, Київ, вулиця Олекси Довбуша, 22                           |
| Філія «Центр управління промисловістю»                                                      | 40081389   | 03038, Київ, вулиця Івана Федорова, 32                           |
| Філія «Центральна станція зв'язку»                                                          | 40081394   | 01030, Київ, вулиця В'ячеслава Липинського, 5                    |
| Філія «Проєктно-вишукувальний інститут залізничного транспорту»                             | 40123423   | 03038, Київ, вулиця Івана Федорова, 39                           |
| Філія «Стрийський вагоноремонтний завод»                                                    | 40123439   | 82400, Львівська область, Стрий, вулиця Зубенка, 2               |
| Філія «Українська залізнична швидкісна компанія»                                            | 40123444   | 02096, Київ, вулиця Привокзальна, 3                              |
| Філія «Центр з ремонту та експлуатації колійних машин»                                      | 40123454   | 03680, Київ, вулиця Качалова, 7                                  |
| Філія «Центр з будівництва та ремонту інженерних споруд»                                    | 43348533   | 01103, Київ, вулиця залізничне шосе, 5-Б                         |
| Філія «Центр транспортної логістики»                                                        | 40123465   | 03150, Київ, вулиця Івана Федорова, 32                           |
| Регіональна філія «Донецька залізниця»                                                      | 40150216   | 84400, Донецька область, Лиман, вулиця Привокзальна, 22          |
| Філія «Енергозбут»                                                                          | 40150221   | 01135, Київ, Жилянська вулиця, 97                                |
| Філія «Центр сервісного забезпечення»                                                       | 40150237   | 03680, Київ, вулиця Єжи Ґедройця, 5                              |
| Представництво в Російській Федерації та Республіці Білорусь                                |            | 125009, Росія, Москва, Вознесенський провулок, 17                |
| Представництво в Польщі та Словацькій Республіці                                            |            | 00-681, Польща, Варшава, вулиця Хожа, 63/67                      |
| Філія «Відомча воєнізована охорона»                                                         | 40478614   | 03038, Київ, вулиця Івана Федорова, 39                           |
| Філія «Пасажирська компанія»                                                                | 41022900   | 01032, Київ, вулиця Симона Петлюри, 21-А                         |
| Філія «Центр будівельно-монтажних робіт та експлуатації будівель і споруд»                  | 41149437   | 03035, Київ, вулиця Льва Толстого, 61                            |

До статутного капіталу АТ «Укрзалізниця» внесено 100 % акцій господарських товариств:
- ПрАТ «Гніванський завод спецзалізобетону»
- ПрАТ «Дніпропетровський тепловозоремонтний завод»
- ПрАТ «Запорізький електровозоремонтний завод»
- ПрАТ «Київський електровагоноремонтний завод»
- ПрАТ «Київський електротехнічний завод „Транссигнал“»
- ПрАТ «Коростенський завод залізобетонних шпал»
- ПрАТ «Львівський локомотиворемонтний завод»

## Електрифікація
Зі здобуттям незалежності України гостро постало питання собівартості перевезень. Високі ціни на нафтопродукти роблять дизельну тягу економічно невигідною.
Один із шляхів вирішення проблеми, ухвалений урядом України, — електрифікація залізниць. Однак особливістю мережі залізниць України є те, що з часів СРСР окремі ділянки колії були електрифіковані по-різному:
- на початку електрифікації її вели на постійному струмі напругою 3 кВ, це були основні завантажені шляхи в районах Донбасу, Криворіжжя, від Львова через Карпатські перевали на Закарпатті, від Харкова через Наддніпрянщину до Криму;
- надалі інша частина залізничних колій України електрифікувалася на змінному струмі напругою 25 кВ (підвищена напруга дає економію на електроматеріалах, на різкому скороченні витрат на будівництво електропідстанцій, а також допускає передачу більшої електричної потужності на локомотив, тобто дозволяє вести більш важкі склади ). Так електрифікувалася центральна Україна (включаючи Київ та напрям на Москву), виходи до портів Одеси, шляхи Київ — Львів спочатку через Бердичів, потім через Коростень та Тернопіль.

При електрифікації перспективних ділянок залізничної мережі України зараз перевагу віддають змінному струму вищої напруги (~25 кВ). Однак якщо потрібно електрифікувати ділянку колії в оточенні мережі з постійним струмом (=3 кВ), то і на цій ділянці доводиться використовувати цю знижену напругу 3 кВ.
З 1991 по 2023 рік були електрифіковані наступні ділянки загальною довжиною понад 1700 км (жирним шрифтом виділено основні магістральні напрямки):
- Роздільна — Кучурган (на кордоні с Молдовою), Одеська залізниця (10 км\ ~25 кВ) — 1991.
- Львів — Сихів, Львівська залізниця (12 км \ =3 кВ) — 1992.
- Красне — Тернопіль — Підволочиськ (Львівська залізниця \ Південно-Західна залізниця) — Хмельницький — Жмеринка (308 км \ ~25 кВ). Терміни електрифікації: Красне — Золочів (26 км) — 1995; Золочів — Тернопіль (64 км) — 1997; Жмеринка — Хмельницький — Гречани (106 км) — 1997; Тернопіль — Підволочиськ (51 км) — 1998; Підволочиськ — Гречани (61 км) — 1999.
- Здолбунів — Рівне — Ківерці — Луцьк — Ковель, Львівська залізниця (161 км \ ~25 кВ). Терміни електрифікації: Здолбунів — Рівне (12 км) — 1998; Рівне — Ківерці (один шлях) (65 км) — 2001; Ківерці — Ковель (71 км) — 2001; Ківерці — Луцьк (13 км) — 2003.
- Запоріжжя I/Запоріжжя II — Передатна — Ростуща — Кирпотине, Придніпровська залізниця (28 км \ =3 кВ) Терміни електрифікації: Запоріжжя I/Запоріжжя II — Передатна  —  Ростуща (14 км) — 1995; Ростуща — Кирпотине (14 км) — 1999.
- Дебальцеве— Червона Могила, Донецька залізниця (125 км \ =3 кВ) — 1999.
- Штерівка — Антрацит, Донецька залізниця (23 км \ =3 кВ) — 1996.
- Ніжин — Чернігів, Південно-Західна залізниця (83 км \ ~25 кВ) — 20.08.1999.
- Вороніжська — Шостка, Південно-Західна залізниця (11 км \ ~25 кВ) — 2004.
- Борщагівка — Грушки, Південно-Західна залізниця (5 км \ ~25 кВ) — 2005.
- Конотоп — Ворожба, Південно-Західна залізниця (один шлях) (77 км \ ~25 кВ) — 06.2010, другий шлях 06.2014 (фрагмент ходу Київ — Суми — Харків).
- Коростень — Шепетівка, Південно-Західна залізниця (151 км \ ~25 кВ). Терміни електрифікації: Коростень — Яблонець (42 км) — 2005; Яблонець — Шепетівка (109 км) — 2006.
- Фастів — Житомир, Південно-Західна залізниця (101 км \ ~25 кВ) — 08.2011 (фрагмент ходу Київ — Фастів — Житомир — Новоград-Волинський — Шепетівка).
- Дебальцеве — Луганськ, Донецька залізниця (68 км \ =3 кВ). Терміни електрифікації: Дебальцеве — Комунарськ (35 км) — 2005; Комунарськ — Родакове (22 км) — 2006; Родакове — Луганськ (21 км) — 2007.
- Яготин — Гребінка (Південно-Західна залізниця \ Південна залізниця) — Полтава-Київська — Огульці (~25 кВ\=3 кВ) — Люботин-Західний (366 км). Терміни електрифікації: Яготин — Гребінка (47 км) — 1994; Гребінка — Лубни (42 км) — 1996; Лубни — Ромодан (30 км) — 1998; Ромодан — Миргород (26 км) — 1999; Миргород — Гоголеве (14 км) — 2000; Гоголеве — Сагайдак (25 км) — 2001; Сагайдак — Полтава-Київська (51 км) — 2002; Полтава-Київська — Божків (36 км) — 2004; Божків — Коломак (40 км) — 2006; Коломак — Огульці (44 км) — 2007 (всі ділянки — ~25 кВ); Огульці — Люботин-Західний (6 км \ =3 кВ) — 2007.
- Полтава — Кременчуг — Бурти (Південна залізниця \ Одеська залізниця) — Користівка (194 км \ ~25 кВ). Терміни електрифікації: Користівка — Кременчуг (59 км) — 2008; Полтава-Київська — Полтава-Південна (вузол, 18 км) — 2008; Полтава Південна — Малая Перещепинська (23 км) — 2011; Малая Перещепинська — Кременчуг (94 км) — 05.2012.
- Полтава — Красноград  — Лозова, Південна залізниця (176 км \ ~25 кВ) — 05.2012.
- Потоки — Золотнішине, Південна залізниця (6 км \ ~25 кВ) — 09.2018.
- Коростень-Житомирський — Пост Південний, Південно-Західна залізниця (4,2 км \ ~25 кВ) — 01.2021.
- пост 5 км — роз'їзд 12 км (новий другий шлях на ділянці Чорноморська — Берегова), Одеська залізниця (6,8 км \ ~25 кВ) — 11.2021.
- Васильків-1 — Васильків-Центр, Південно-Західна залізниця (11 км \ ~25 кВ) — 12.2021.
- Ковель — Ізов — Держкордон, Львівська залізниця (~80 км \ ~25 кВ) — 2022.
- ім. Тараса Шевченка — Сміла, Одеська залізниця (6 км \ ~25 кВ) — 2021.
- Сміла — Черкаси, Одеська залізниця (24 км \ ~25 кВ) — 01.2023.

У майбутньому планується електрифікація наступних ділянок:
- Долинська — Миколаїв — Колосівка, Одеська залізниця (229 км \ ~25 кВ) (почнеться 2022 року, здійснюється у кредит);
- Житомир — Новоград-Волинський, Південно-Західна залізниця (91 км \ ~25 кВ);
- Бердичів — Житомир — Коростень — Виступовичі — Держкордон (Південно-Західна залізниця \ БЧ) (252 км \ ~25 кВ);
- Ворожба (Південно-Західна залізниця \ Південна залізниця) — Суми  (64 км \ ~25 кВ) ;
- Суми — Люботин, Південна залізниця (161 км \ ~25 кВ)
- Миколаїв — Херсон, Одеська залізниця (55 км \ ~25 кВ);
- Волноваха  (Донецька залізниця \ Придніпровська залізниця) — Комиш-Зоря — Запоріжжя (217 км \ =3 кВ);
- Чернігів — Горностаївка — Держкордон (Південно-Західна залізниця \ БЧ) (105 км \ ~25 кВ);
- Черкаси (Одеська залізниця \ Південна залізниця) — Гребінка (82 км \ ~25 кВ).

Загальна довжина електрифікованих ліній становитиме близько 1400 км.

## Посадові знаки розрізнення службовців
Постановою Кабінету Міністрів України від 11 грудня 1996 року № 1508 «Про знаки розрізнення і формений одяг працівників залізничного транспорту», був затверджений формений одяг та знаки розрізнення залізничників. Додаток № 2 Постанови присвячений знакам розрізнення та описує їх використання згідно з посадами працівників. Весь персонал поділений на рядовий склад, молодший, середній, старший та вищій начальницький склад. До цього використовувалися знаки розрізнення зразка 1985 року.
|       | Рядовий | Молодший начальник | Середній начальник | Середній начальник | Середній начальник | Середній начальник | Старший начальник | Старший начальник | Старший начальник | Вищий начальник | Вищий начальник | Вищий начальник | Заступник | Перший заступник | Директор |
| ----- | ------- | ------------------ | ------------------ | ------------------ | ------------------ | ------------------ | ----------------- | ----------------- | ----------------- | --------------- | --------------- | --------------- | --------- | ---------------- | -------- |
| Погон |         |                    |                    |                    |                    |                    |                   |                   |                   |                 |                 |                 |           |                  |          |

## Сучасні швидкісні поїзди

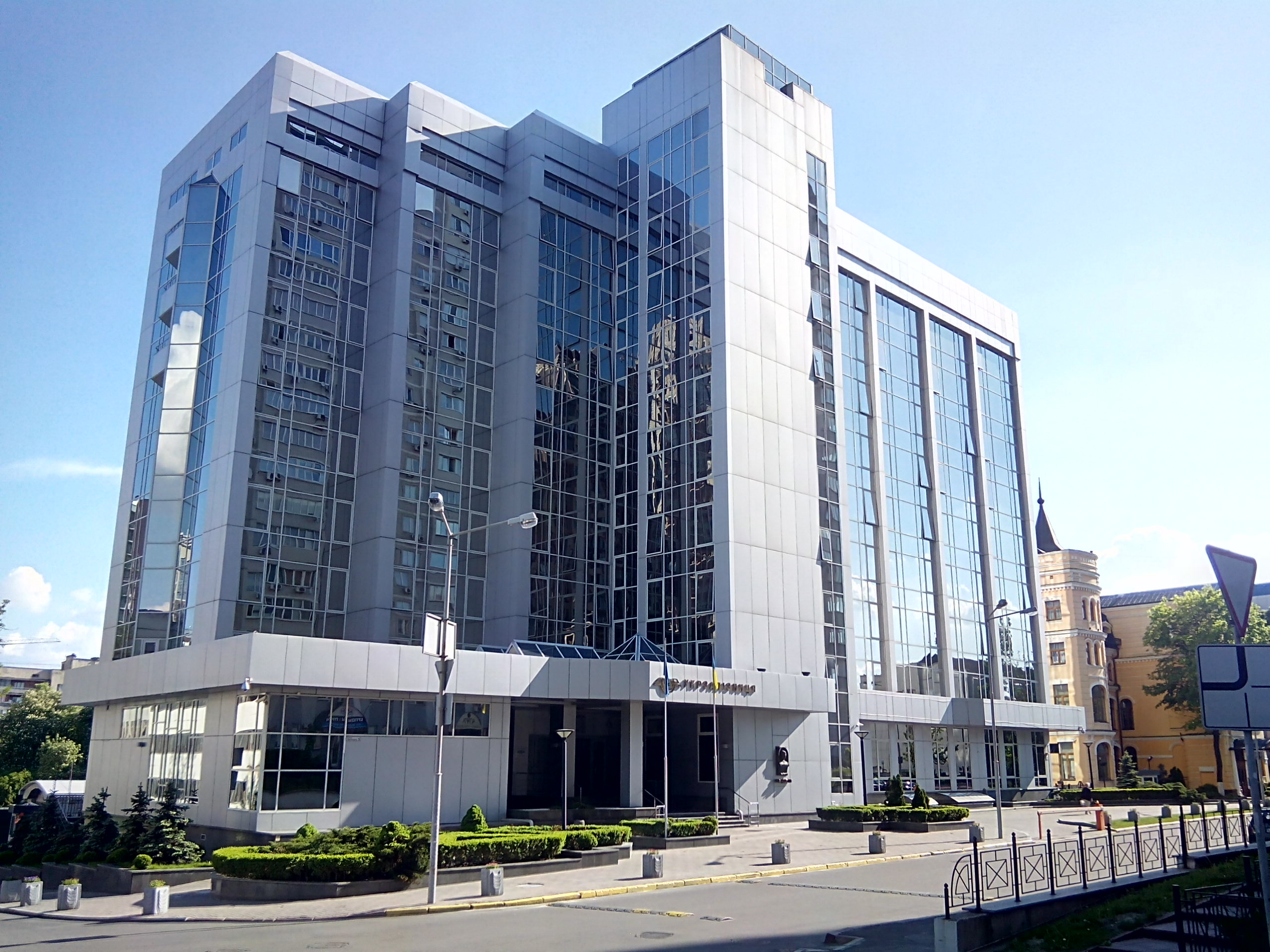
Головний офіс Укрзалізниці, Київ

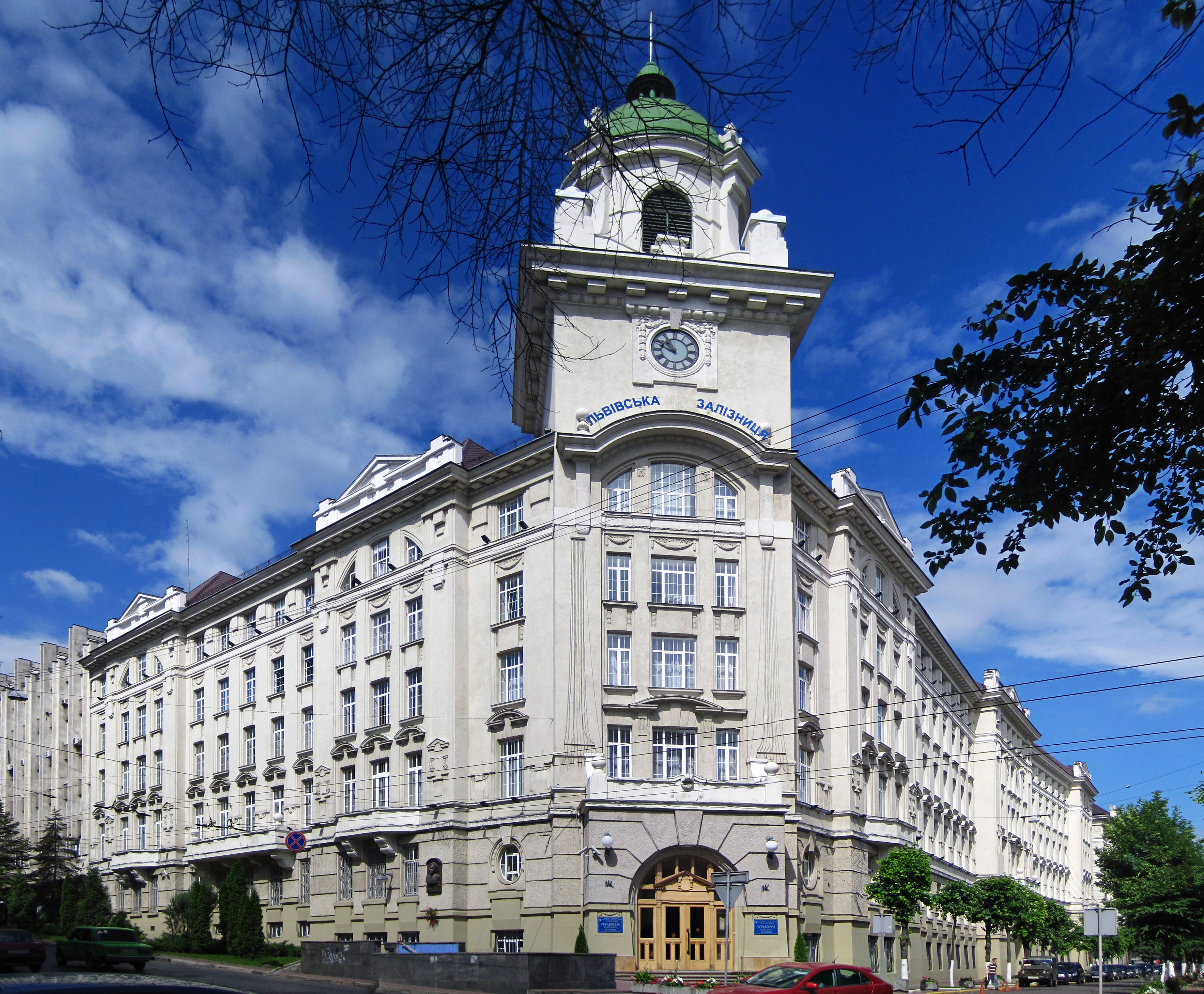
Регіональна філія «Львівська залізниця», Львів

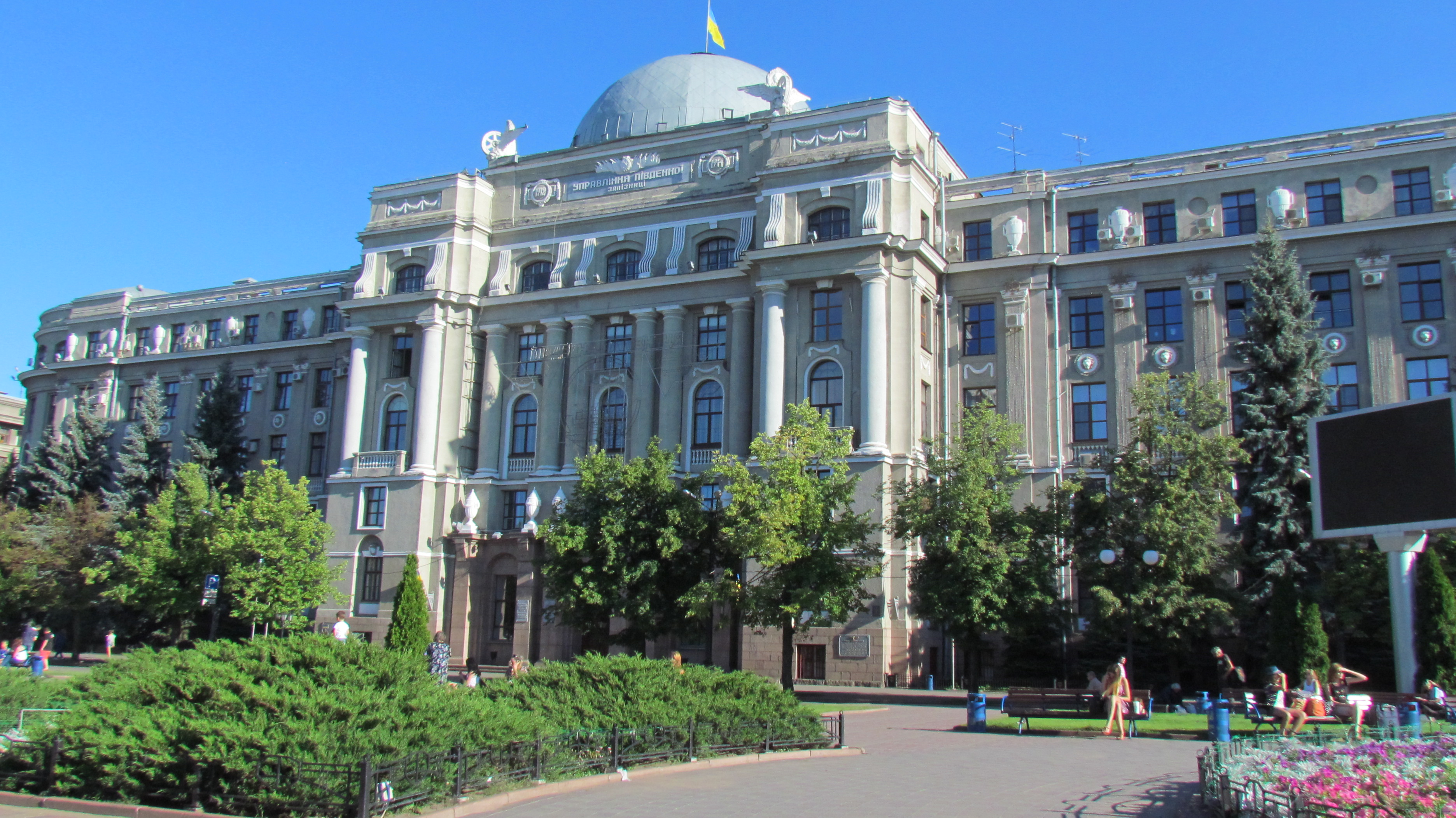
Регіональна філія «Південна залізниця», Харків

Лініями Укрзалізниці курсують швидкісні поїзди категорій «Інтерсіті» та «Інтерсіті+», оператором яких є філія «Українська залізнична швидкісна компанія».

## Керівники Укрзалізниці
- Олійник Борис Степанович, президент Укрзалізниці — начальник Південно-Західної залізниці (14 грудня 1991 — 9 серпня 1993)

### Генеральні директори Державної адміністрації залізничного транспорту України (Укрзалізниці)
- Железняк Леонід Леонідович (9 серпня 1993 року — 14 лютого 1997 року)
- Слободян Анатолій Васильович (7 квітня 1997 року — 12 квітня 2000 року)
- Кірпа Георгій Миколайович (24 квітня 2000 року — 27 грудня 2004 року)
- Корнієнко Володимир Володимирович, генеральний директор Укрзалізниці (5 січня — 24 лютого 2005 року)
- Афтаназів Зенко Семенович, заступник Міністра транспорту та зв'язку України — генеральний директор Укрзалізниці (березень — листопад 2005 року)
- Гладкіх Василь Іванович (30 листопада 2005 року — 2006 рік)
- Козак Володимир Васильович, генеральний директор Укрзалізниці (23 серпня 2006 року — 8 листопада 2007 року)
- Науменко Петро Петрович, (5—24 грудня 2007 року)
- Мельничук Василь Олексійович, (29 грудня 2007 року — 17 грудня 2008 року)
- Костюк Михайло Дмитрович (17 грудня 2008 року — 18 березня 2011 року)
- Козак Володимир Васильович (21 березня 2011 року — 24 грудня 2012 року)
- Болоболін Сергій Петрович (28 січня 2013 року — 19 березня 2014 року)[79]
- Остапюк Борис Ярославович (1 квітня 2014 року[80] — 26 листопада 2014 року)
- Бланк Максим Ігорович (в. о., 2014 рік — 7 липня 2015 року)
- Завгородній Олександр Вікторович (в. о., 7 липня 2015 року — 2015 рік)
- Камишін Олександр Миколайович, (1 квітня 2022 року — 27 лютого 2023 року)[81]

### Голови правління АТ «Укрзалізниця»
- Завгородній Олександр Вікторович (в. о.), 2 вересня 2015 року — 30 березня 2016 року.
- Кравцов Євген Павлович (в. о.), 30 березня 2016 року — 25 травня 2016 року[82].
- Жураковський Віталій Олександрович (в. о.), 25 травня 2016 року[83][84] — 6 червня 2016 року.
- Войцех Бальчун, 6 червня 2016 року[85][86][87] — 9 серпня 2017 року.
- Кравцов Євген Павлович (в. о.), 10 серпня 2017 року[88] — 29 січня 2020 року[89].
- Желько Марчек (в. о.), з 5 лютого 2020 року[90][91] по 15 квітня 2020 року[92].
- Юрик Іван Іванович з 16 квітня 2020 року[92] — по 24 вересня 2020 року.
- Жмак Володимир Миколайович, з 26 серпня 2020 року — до 17 березня 2021 року[93].
- Юрик Іван Іванович, в. о. з 17 березня 2021 року.
- Камишін Олександр Миколайович, 11 серпня 2021 року — 27 лютого 2023 року[81].
- Лященко Євген Анатолійович, (2023 - 2024 )[94][95].
- Перцовський Олександр Семенович (з 21 жовтня 2024)[96][97].

### Члени правління
- Олександр Бужор
- Іренеуш Василевський
- Марек Роберт Залєсний
- Желько Марчек
- Сергій Михальчук
- Ремігіуш Пашкевич[98]

### Наглядова рада
- Шевкі Аджунер — голова наглядової ради ПАТ «Українська залізниця» з липня 2018 року[99].

## Критика
Проблемами залізничного транспорту України є:
- недосконалість нормативно-правових актів, що регулюють діяльність залізничного транспорту, та невідповідність його організаційної структури умовам розвитку ринкової економіки країни;
- перехресне субсидування збиткових пасажирських перевезень за рахунок вантажних;
- недостатня прозорість фінансової діяльності галузі;
- низький рівень конкуренції на ринку залізничних перевезень[56].

Існуюча структура управління залізничним транспортом, стан виробничо-технічної бази залізниць і технологічний рівень організації перевезень не відповідають зростаючим потребам суспільства та європейським стандартам якості надання транспортних послуг.
Корупція є серйозною проблемою Укрзалізниці. У вересні 2021 року працівники Служби безпеки України викрили схеми постачання підроблених низькоякісних запчастин, що призвели до завдання державі збитків на 1,7 мільйона гривень.
Державна аудиторська служба (ДАСУ) виявила в АТ «Укрзалізниці» фінансових порушень, зовнішніх та внутрішніх ризиків на загальну суму у 61,4 мільярда гривень. Про це ДАСУ повідомила у звіті про перевірку підприємства за 2017—2020 роки.

## Перспективи розвитку
Пріоритетним напрямком інвестиційної діяльності АТ «Укрзалізниця» є оновлення залізничного рухомого складу. Придбання нового та модернізація наявного парку у 2016 році передбачено на загальну суму 5,6 млрд грн.
25 липня 2016 року правління ПАТ «Укрзалізниця» представило план дій, що стосується усіх сфер діяльності та визначає короткострокові цілі щодо відновлення нормальної діяльності компанії.
У 2016 році було заплановано відремонтувати до 100 пасажирських вагонів, у 2017 році — 200 вагонів із встановленням вакуумних туалетів. Також є рішення щодо безперебійної роботи Wi-Fi у потягах та запровадження електронного квитка на електропоїзди.
27 вересня 2018 року компанія здійснила ребрендинг і представила новий логотип.
У 2021 році починається будівництво нової платформи у Броварах Київської області, щоб поєднати місто і столицю новою електричкою Голова «Укрзалізниці» Володимир Жмак заявив, що у 2021 році УЗ буде розділена на 4 компанії, а непрофільні активи виставлять на продаж або передадуть у концесію. Зі складу компанії були виділені структури «UZ Cargo» і «UZ Infra», які займаються вантажоперевезеннями та інфраструктурою відповідно.
Також заплановано обладнати місцями для перевезення велосипедів нічні поїзди «Укрзалізниці».
21 лютого 2023 року «Укрзалізниця» розпочала програму «#Залізна дерусифікація», з метою дерусифікації назв та приведення до європейських стандартів інфраструктурних об'єктів Української залізниці.
В 2024 році «Укрзалізниця» та Центр Superhumans презентували благодійну колекцію одягу та аксесуарів до Дня залізничника, який святкується 4 листопада. Колекція отримала назву «Об наші залізні бетон кришиться», що виникла після інциденту на станції в Лимані, де бетонний міст впав на вагон, який витримав удар і залишився неушкодженим.Усі кошти від продажу будуть спрямовані на протезування ветеранів-залізничників.

## Рухомий склад
Є стаття за цією темою - Рухомий склад Укрзалізниці.

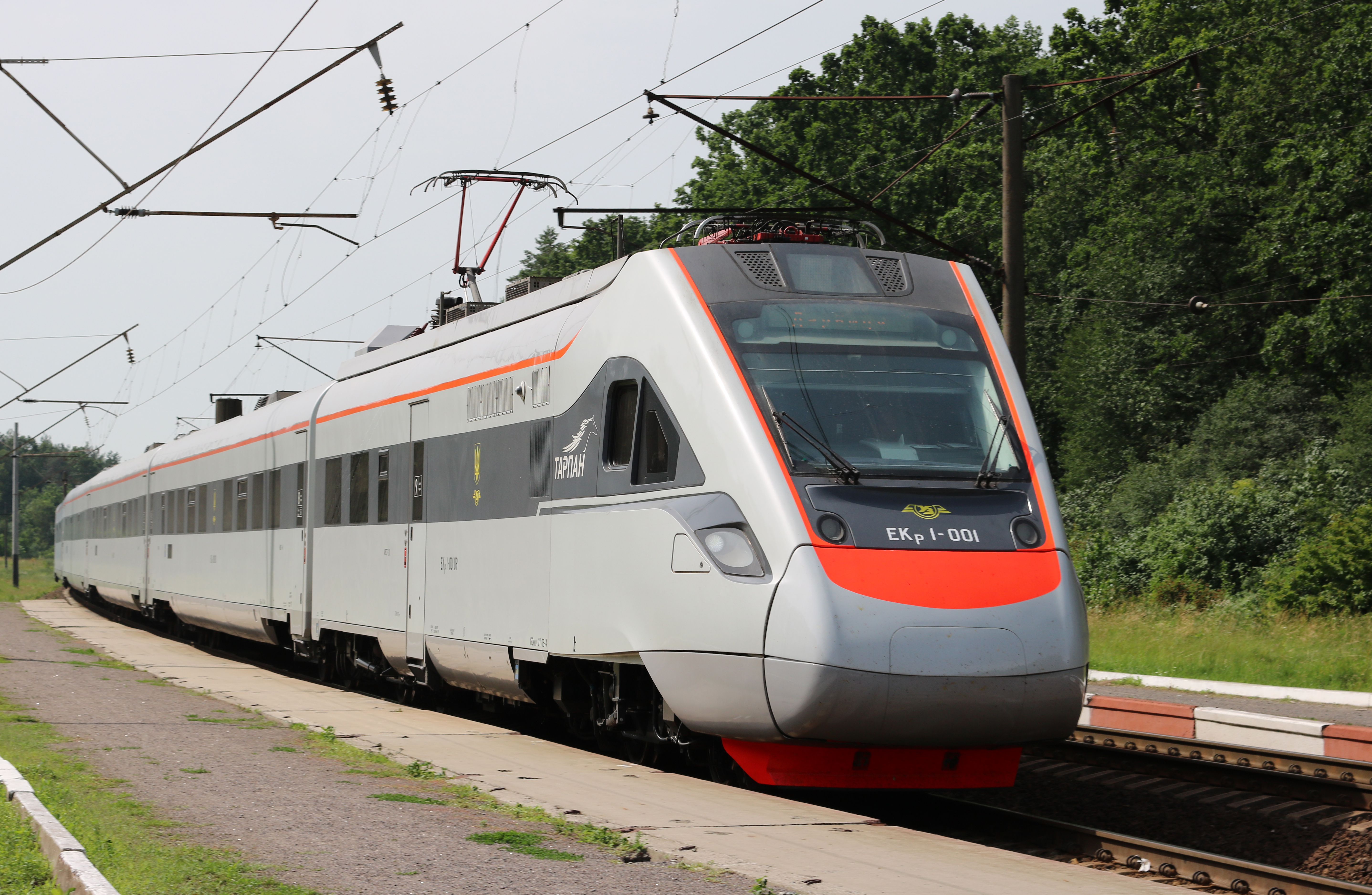
ЕКр1-002 «Інтерсіті+»
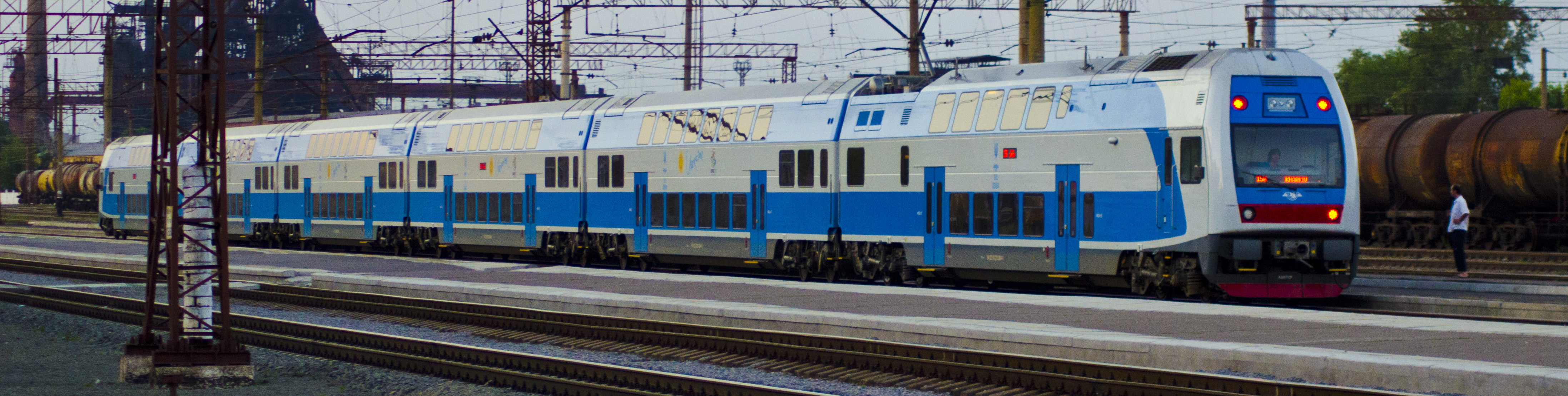
EJ675-002 «Інтерсіті»
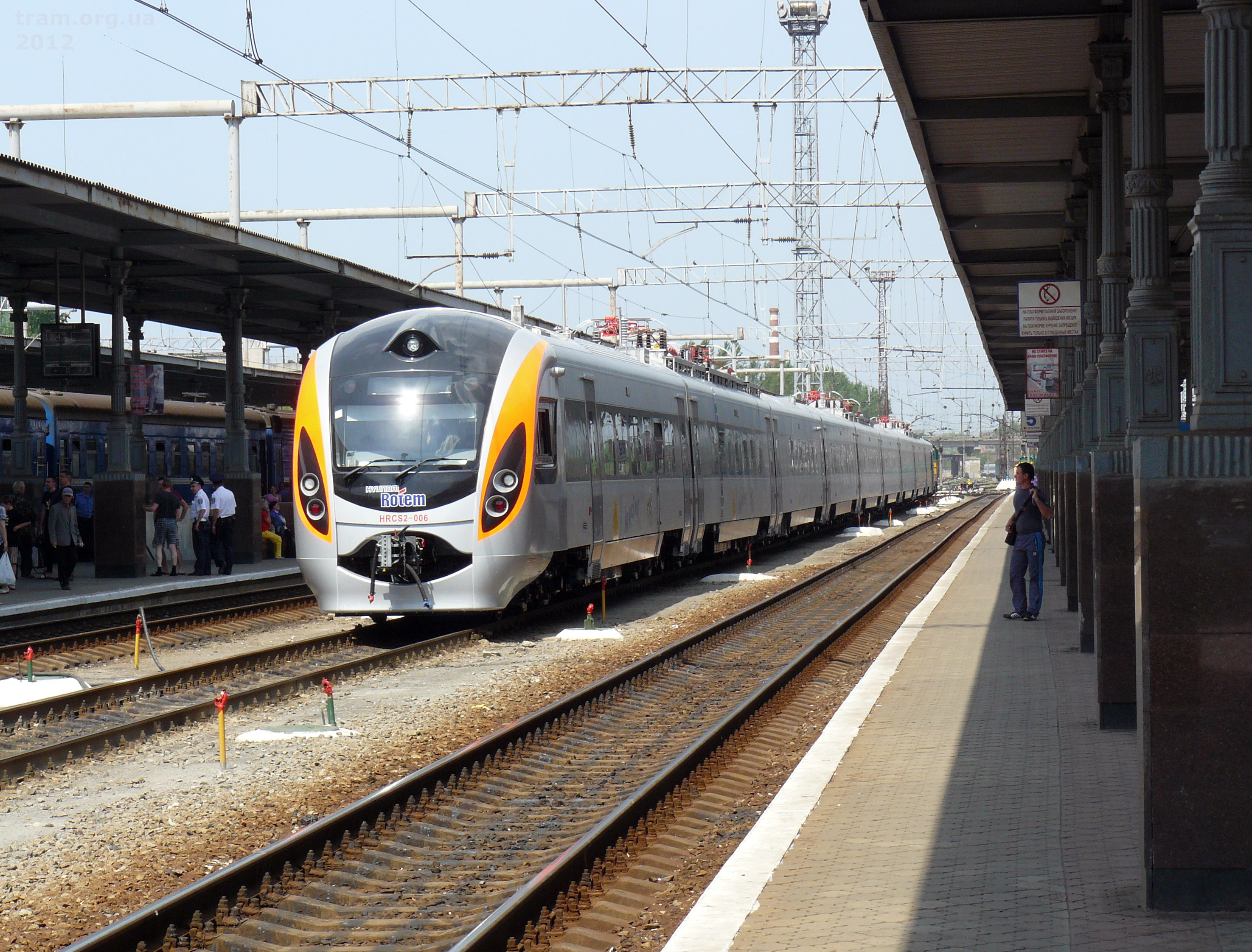
HRCS2-006 «Інтерсіті+», Харків-Пасажирський
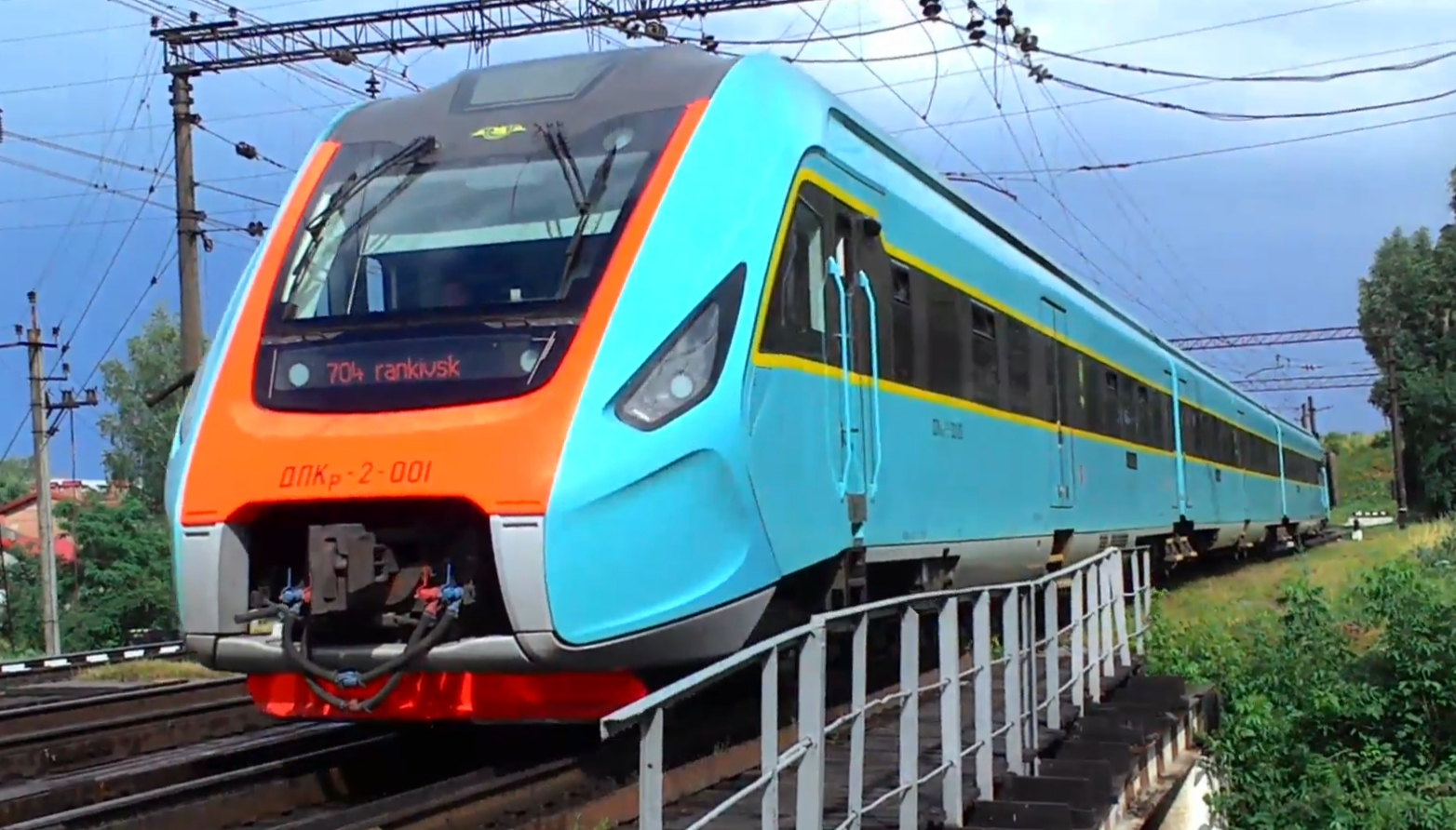
ДПКр2 «Обрій»
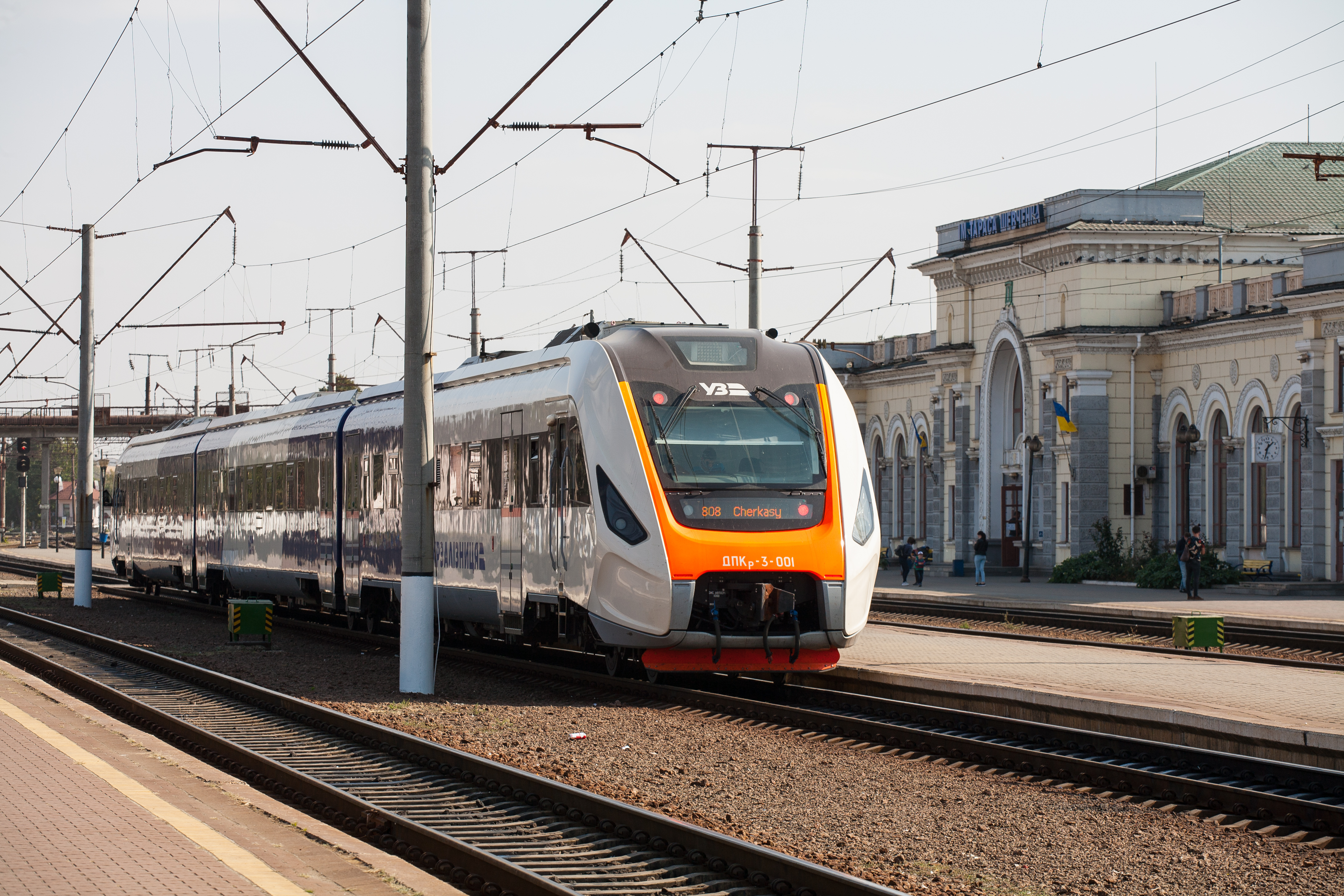
ДПКр-3
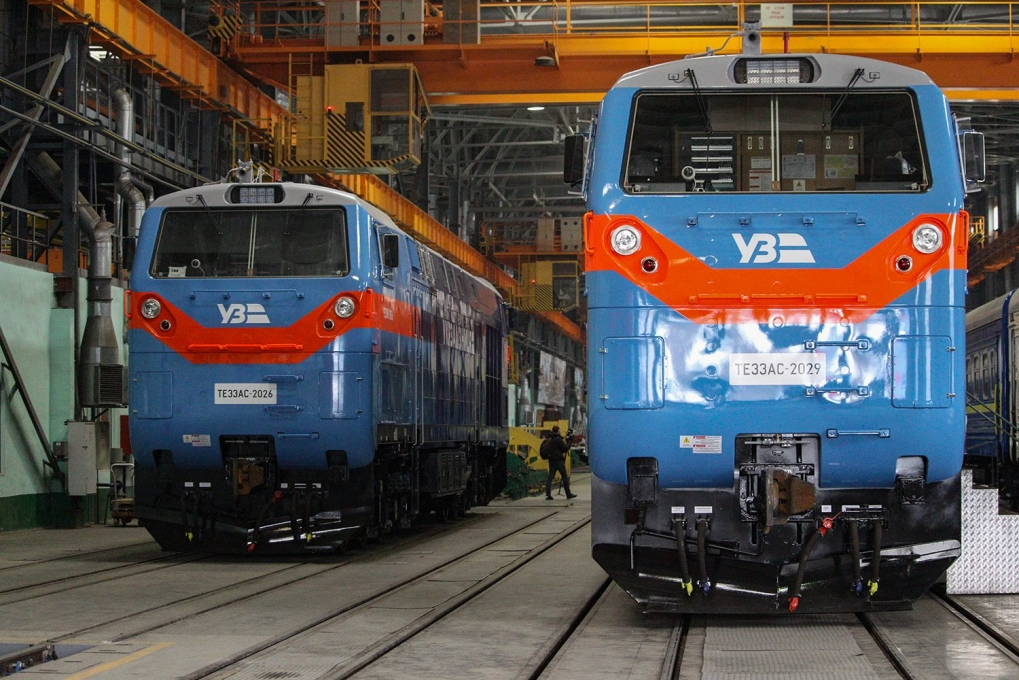
ТЕ33А «Тризуб»
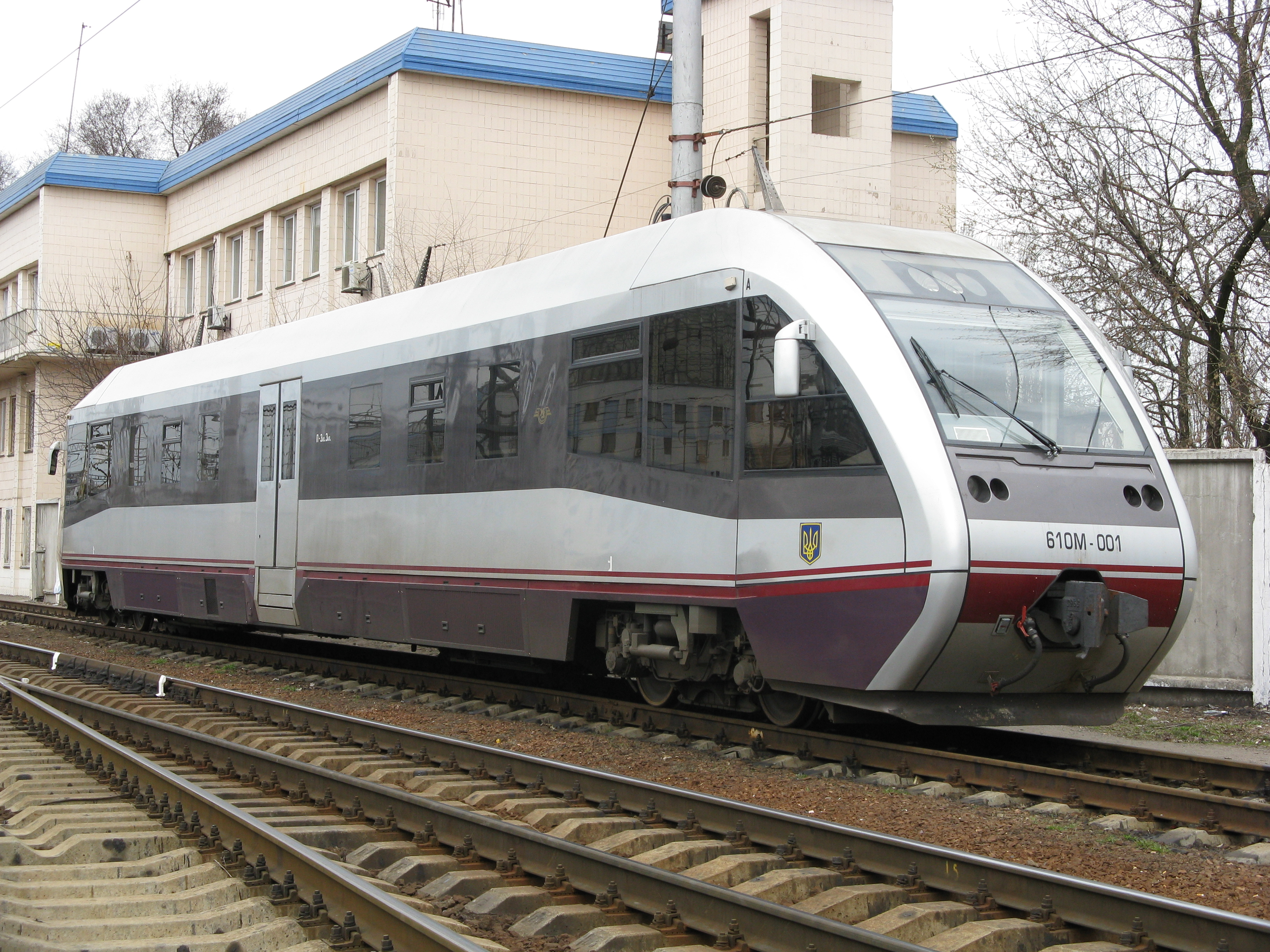
Рейковий автобус 610М
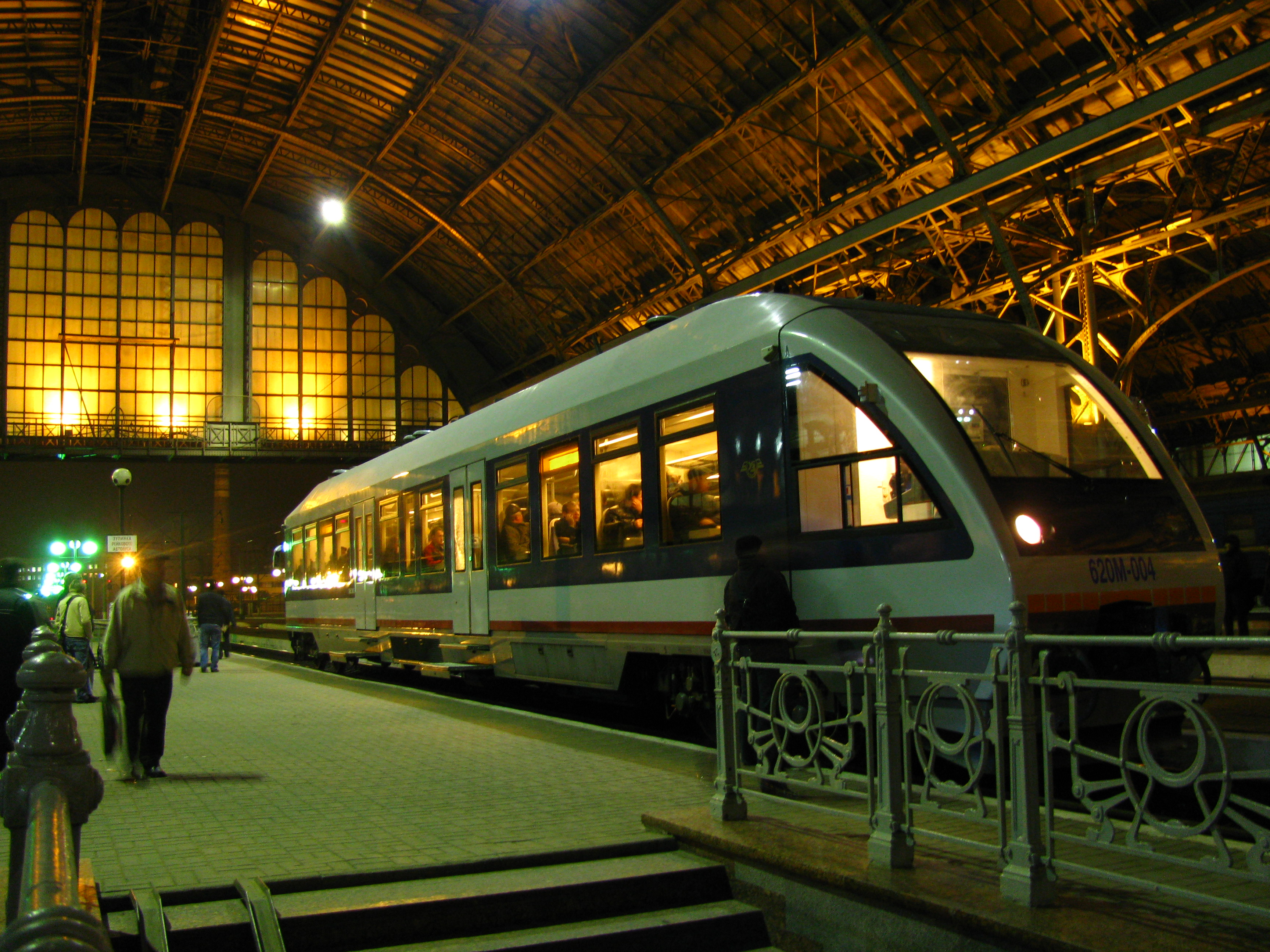
Рейковий автобус 620M, Львів
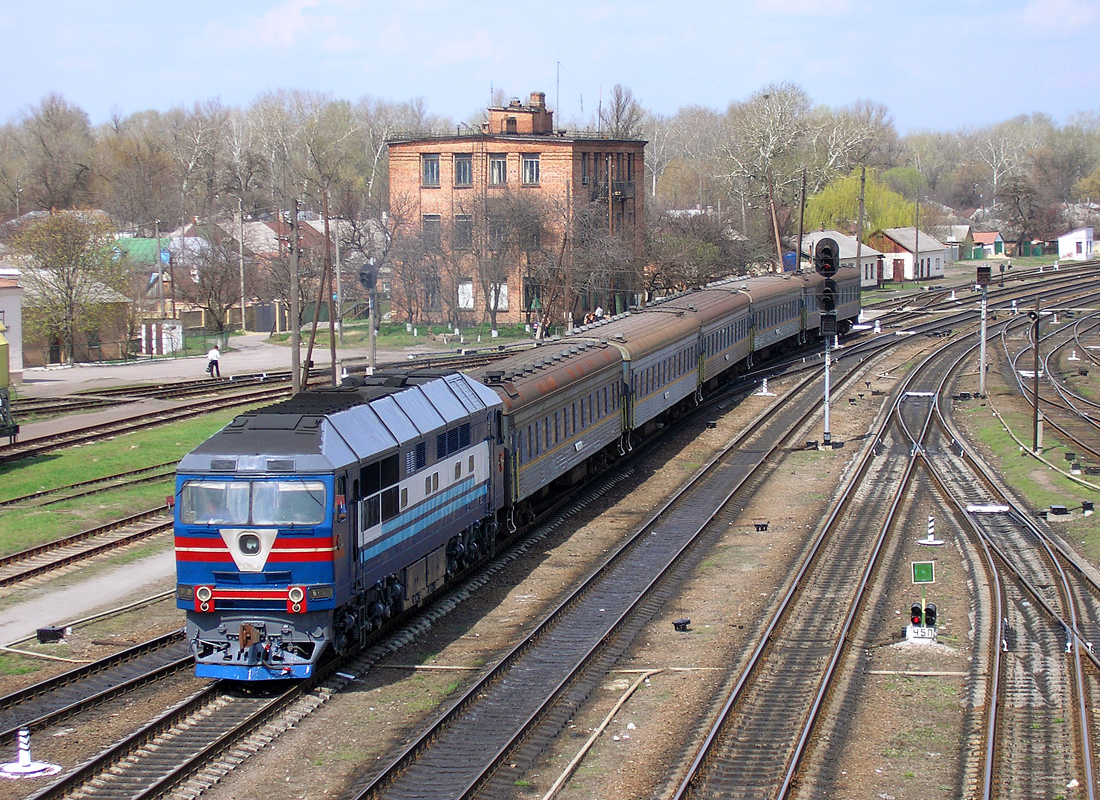
ТЕП70-0094, Полтава-Південна
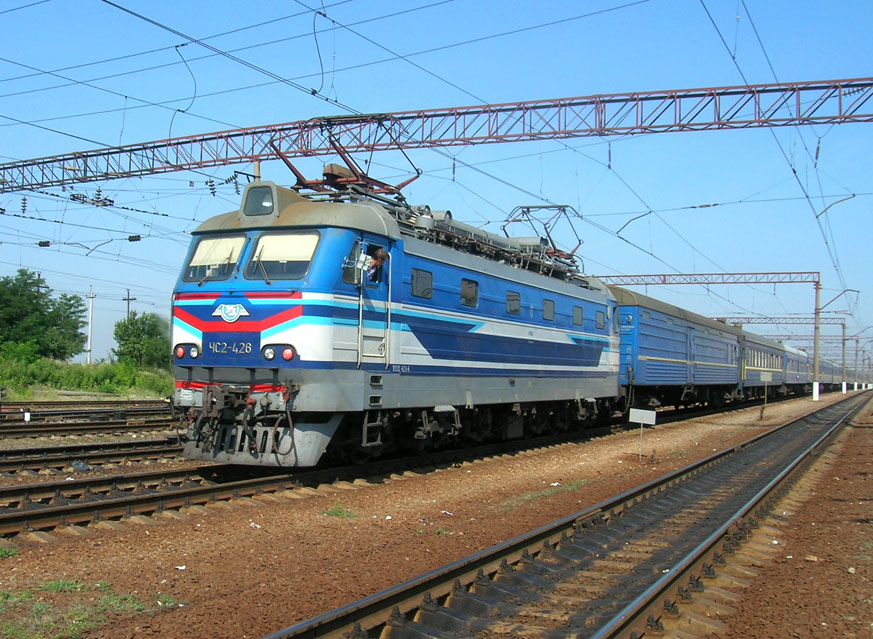
ЧС2-426
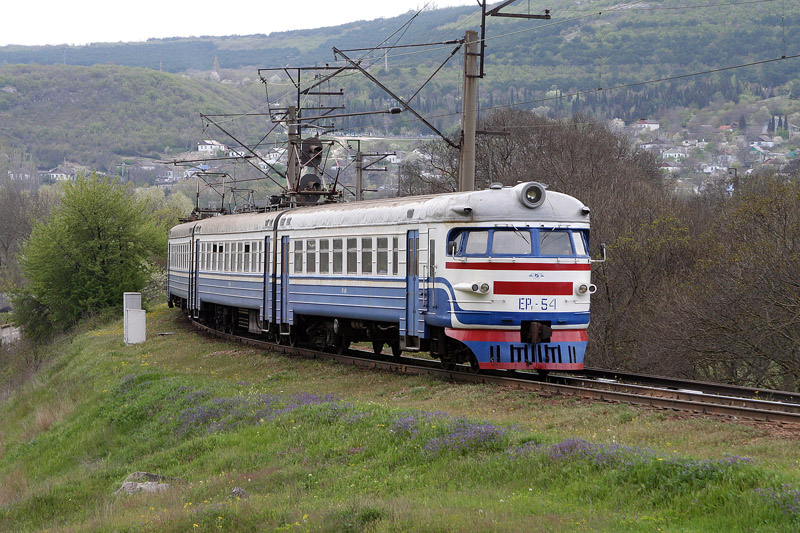
ЕР1-54, лінія Сімферополь — Севастополь
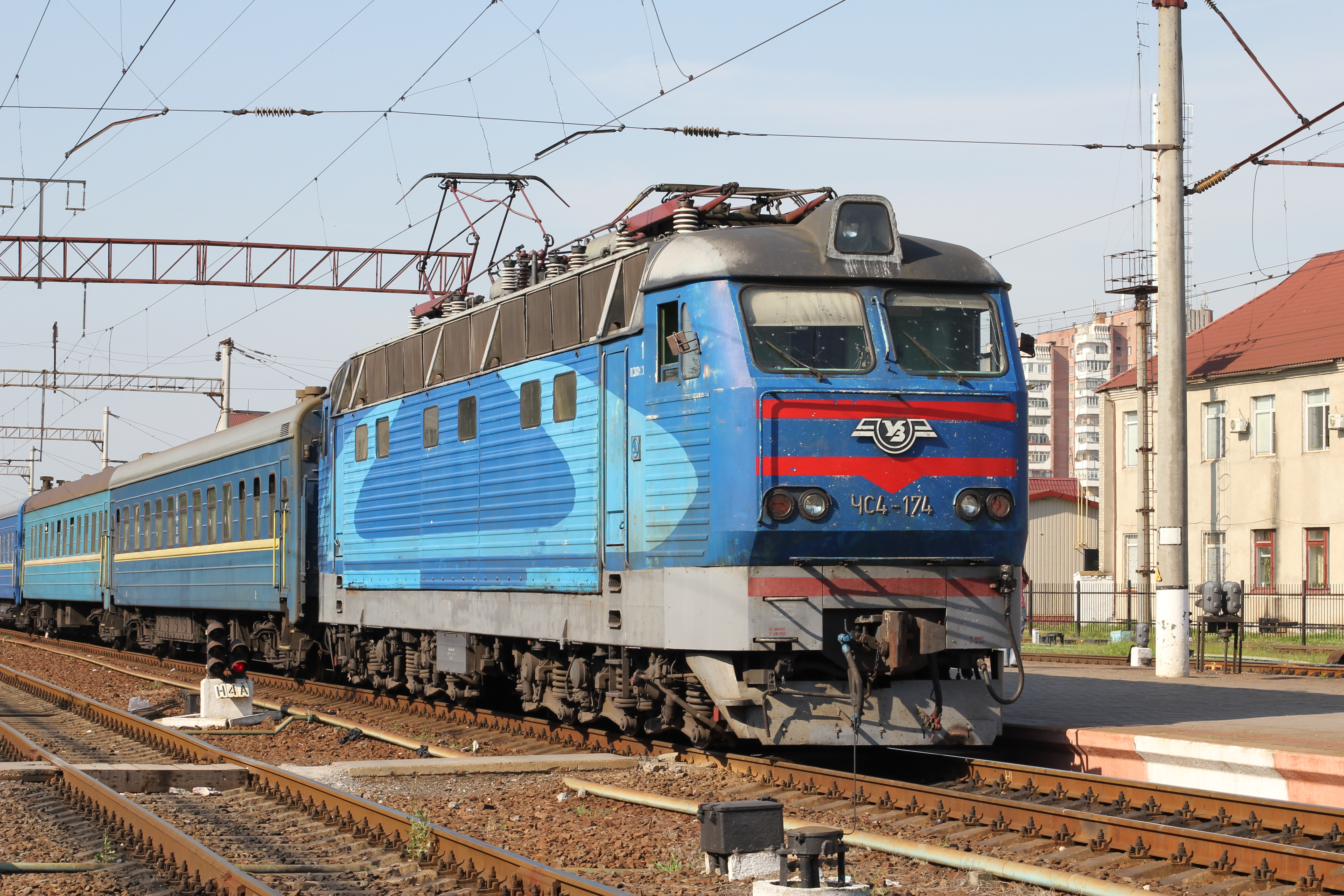
ЧС4-174, Вінниця
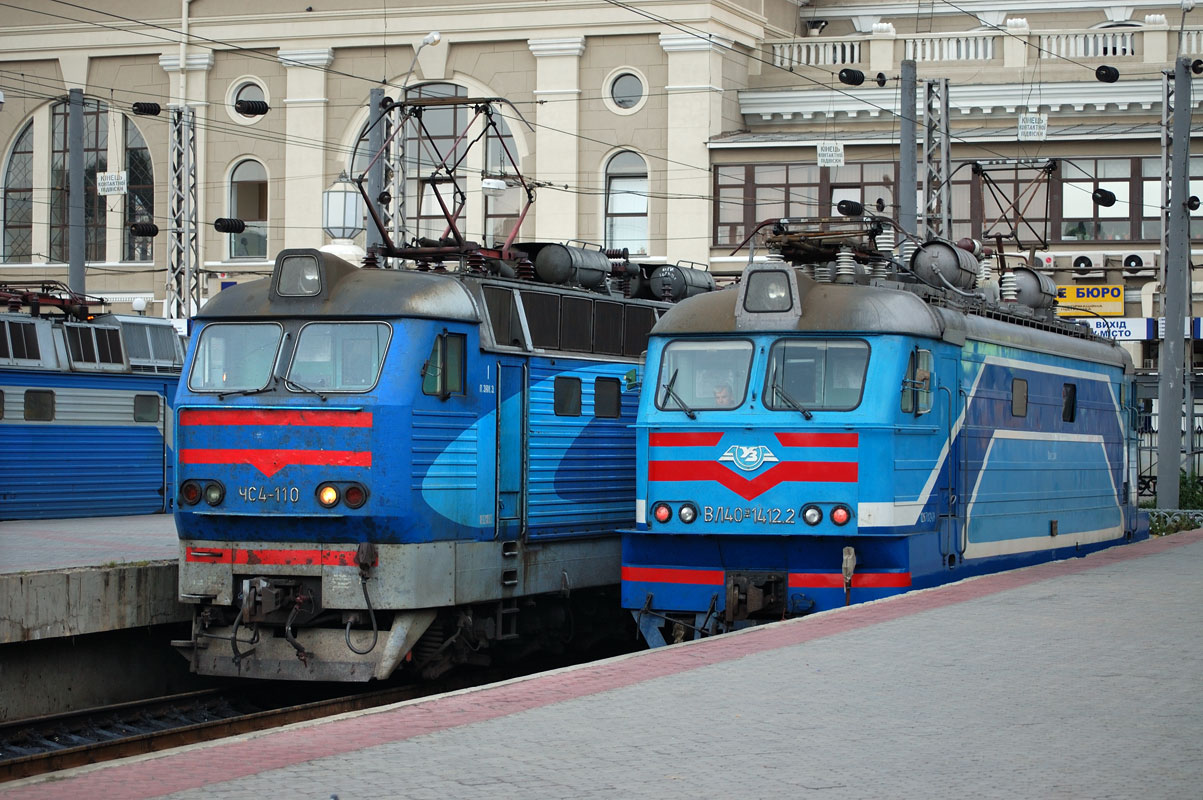
ЧС4-110 та ВЛ40У-1412.2, Одеса-Головна
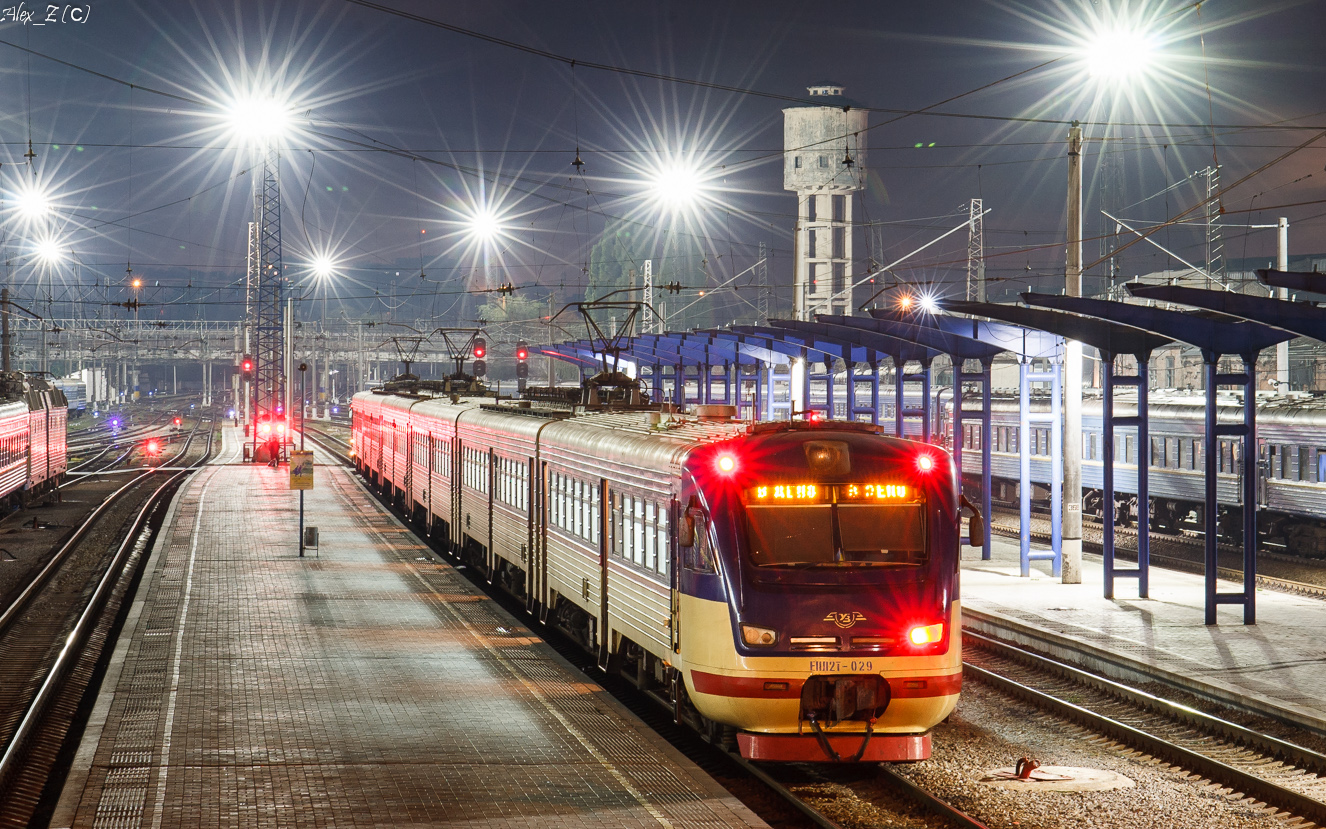
ЕПЛ2Т-029, Дніпро
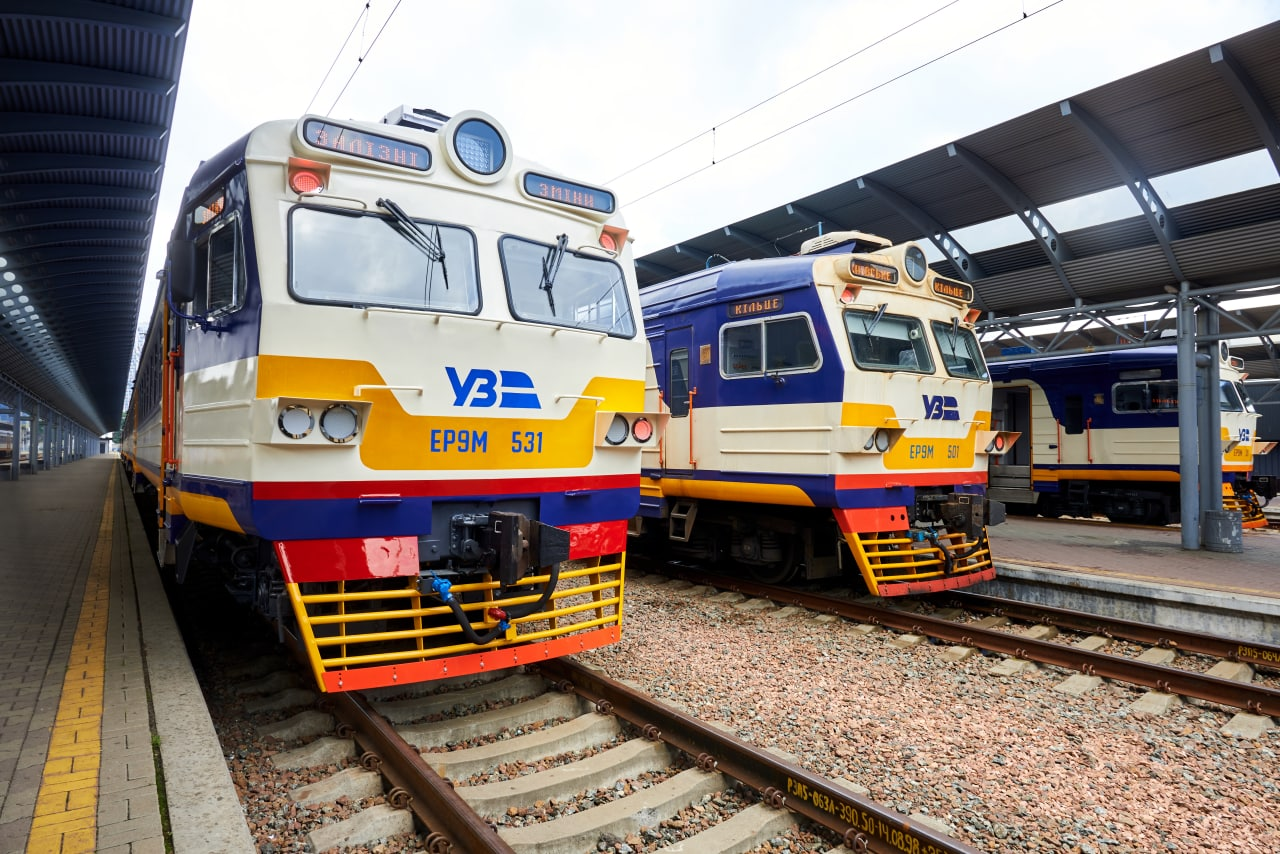
ЕР9М, Київська міська електричка
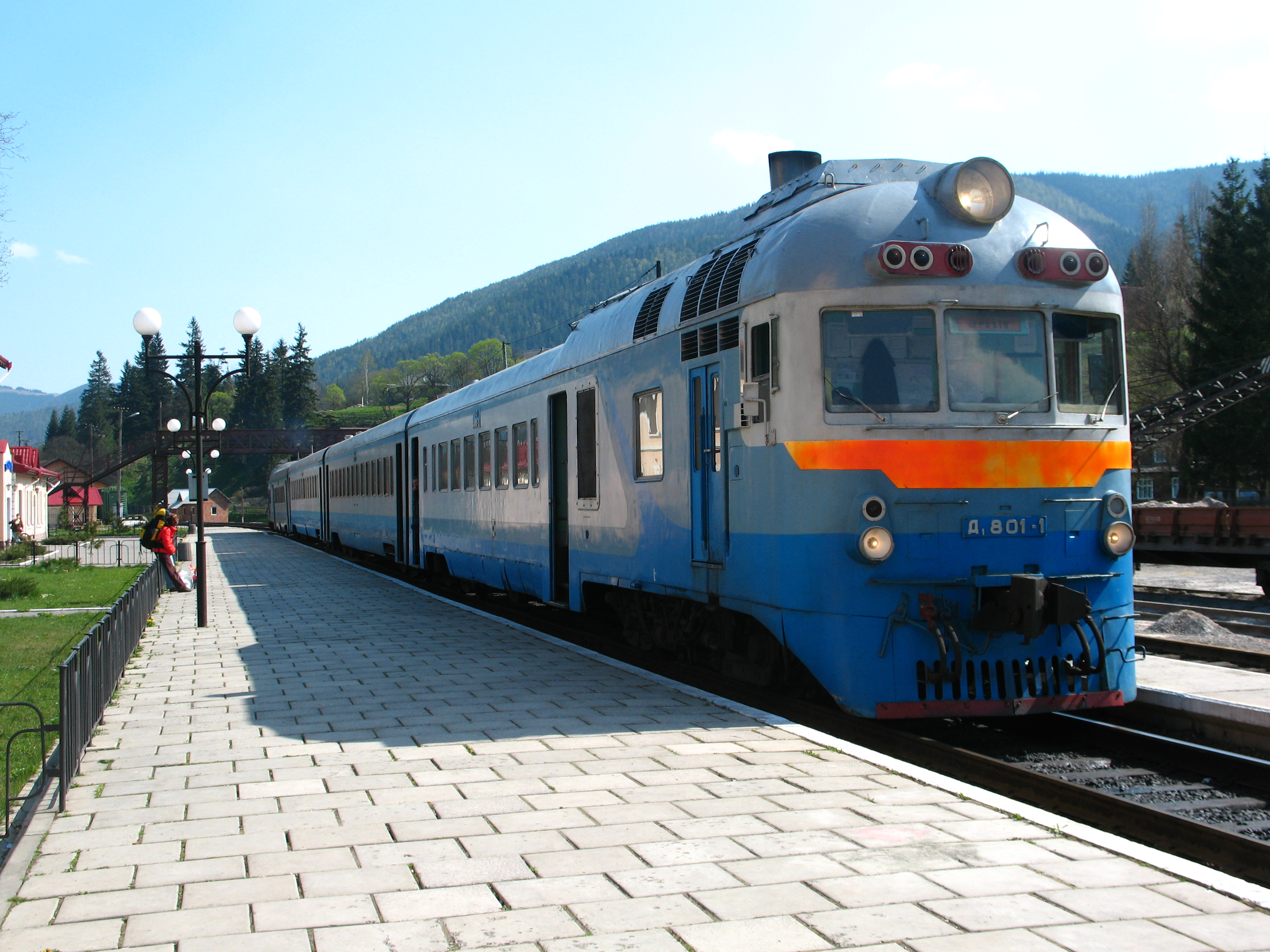
Дизель-поїзд Д1-801, Ворохта
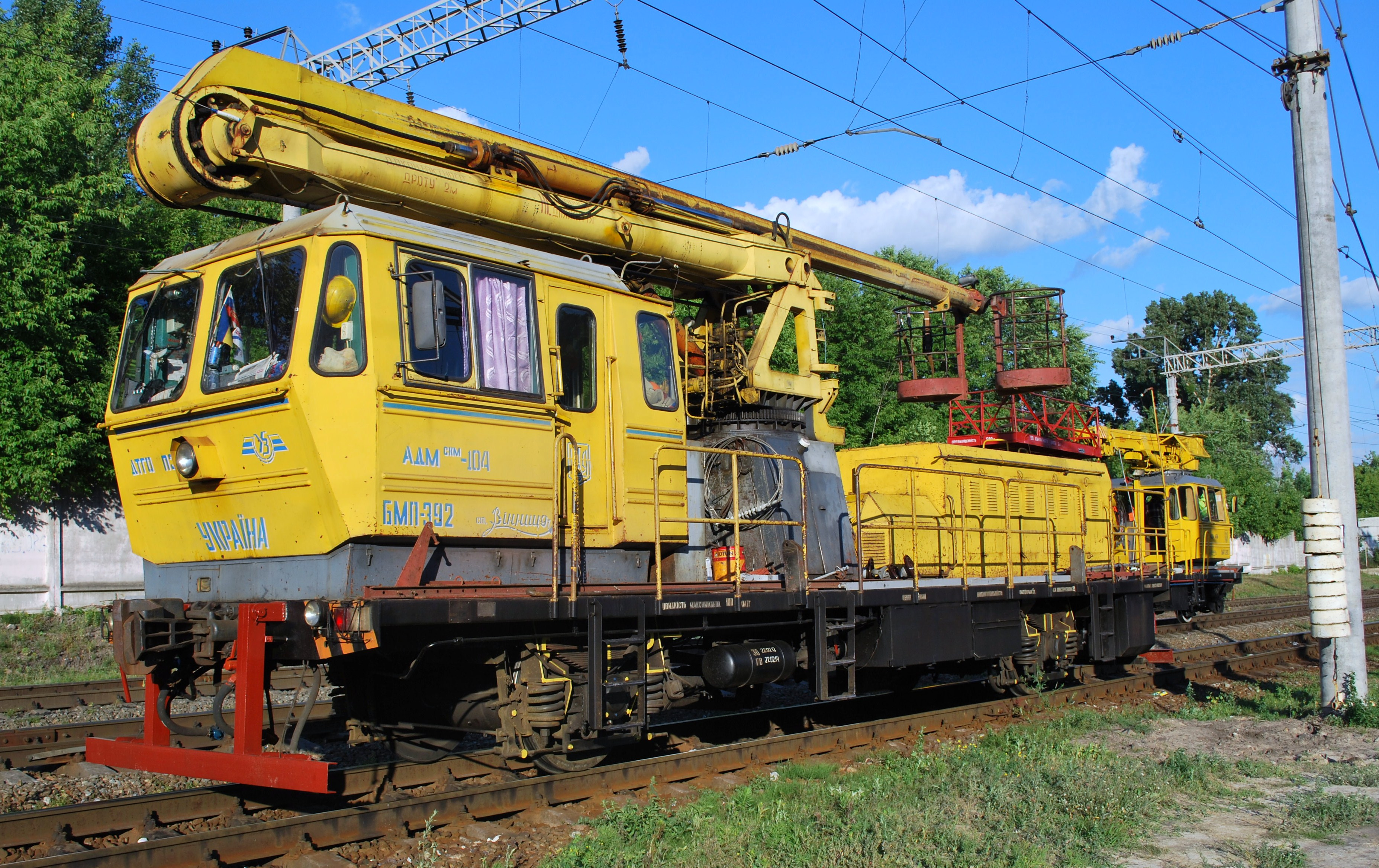
Автомотриса АДМскм-104, Київ-Товарний
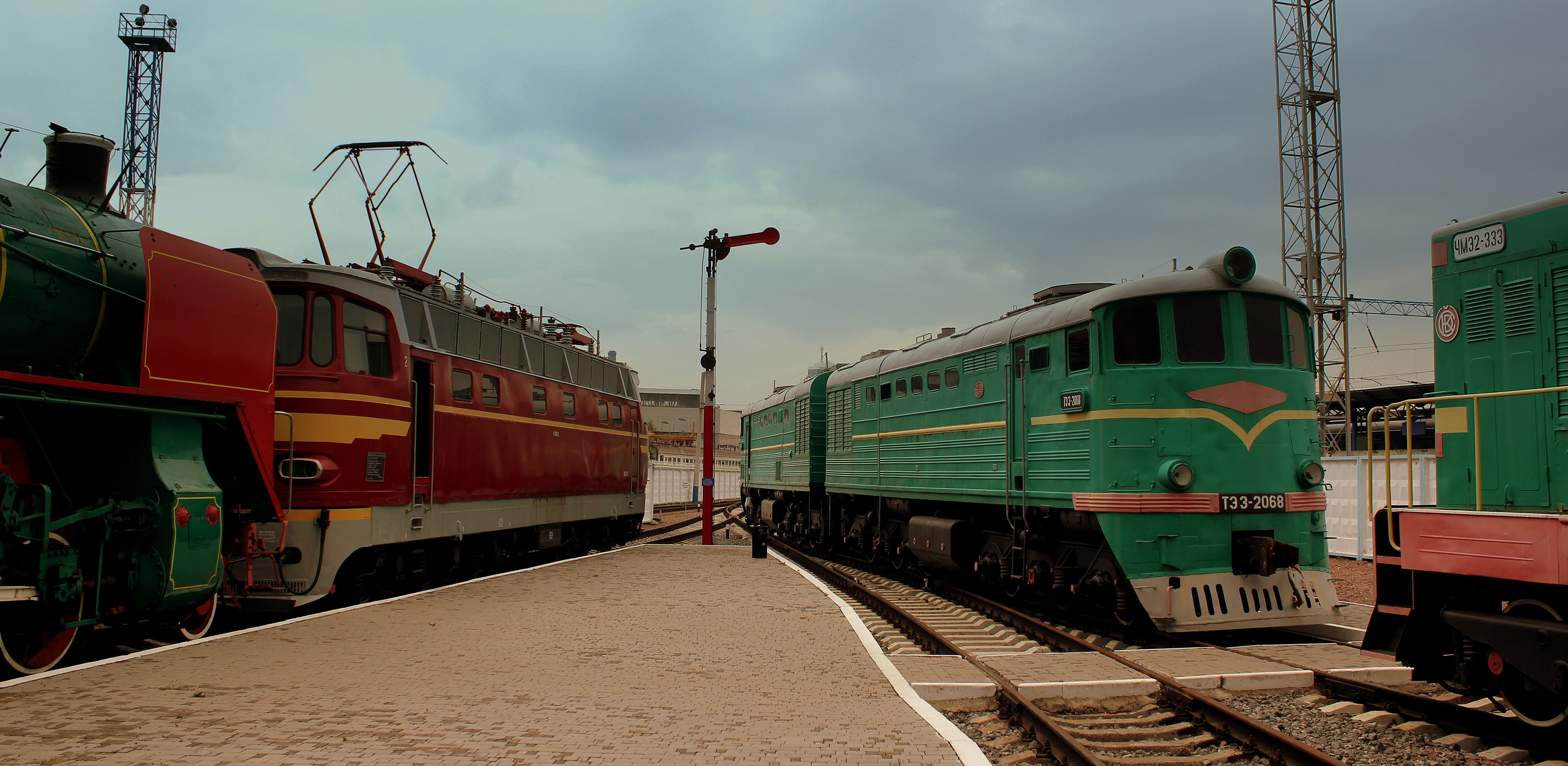
Музей залізничного транспорту, Київ-Пасажирський
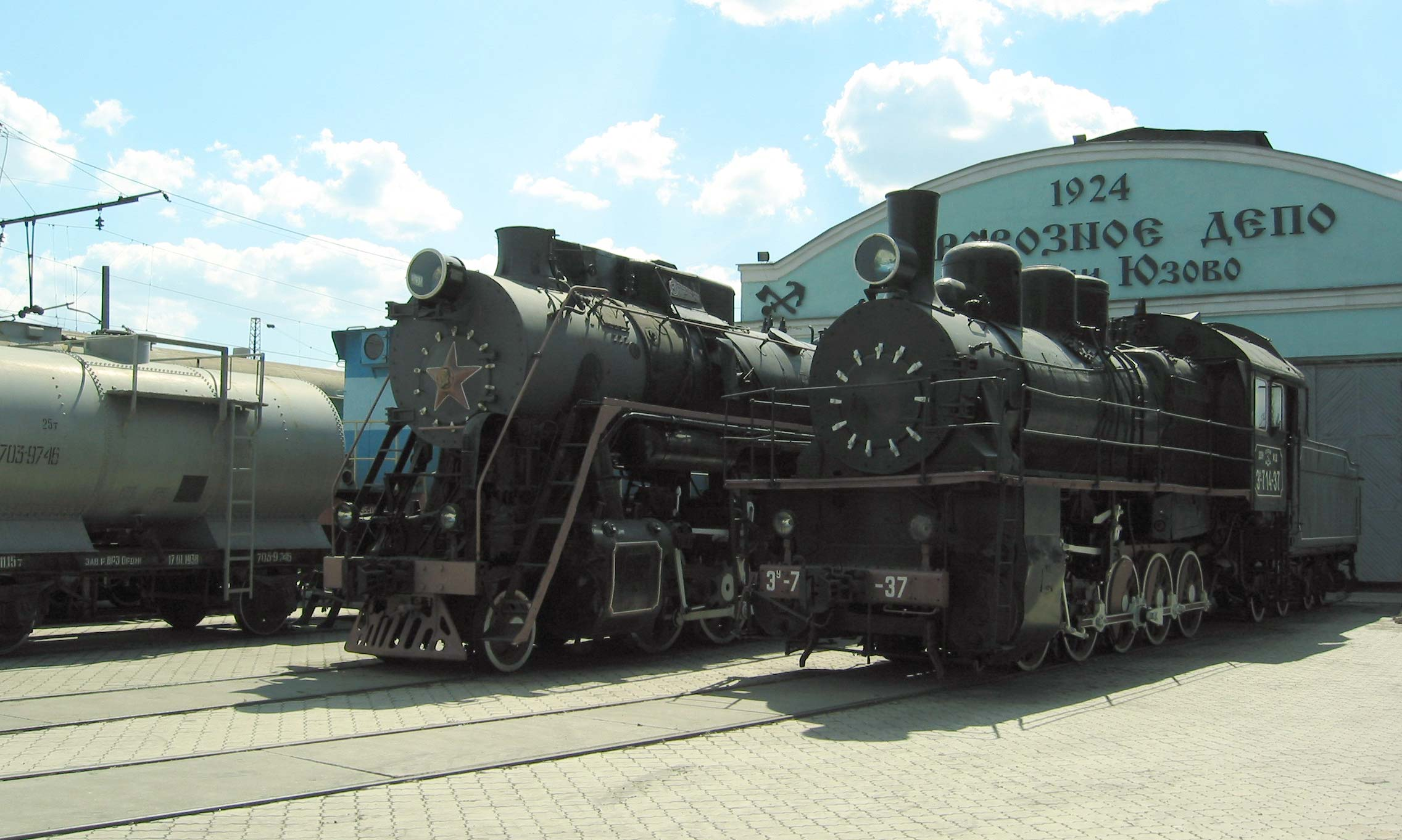
Паровози ФД, музей Донецької залізниці
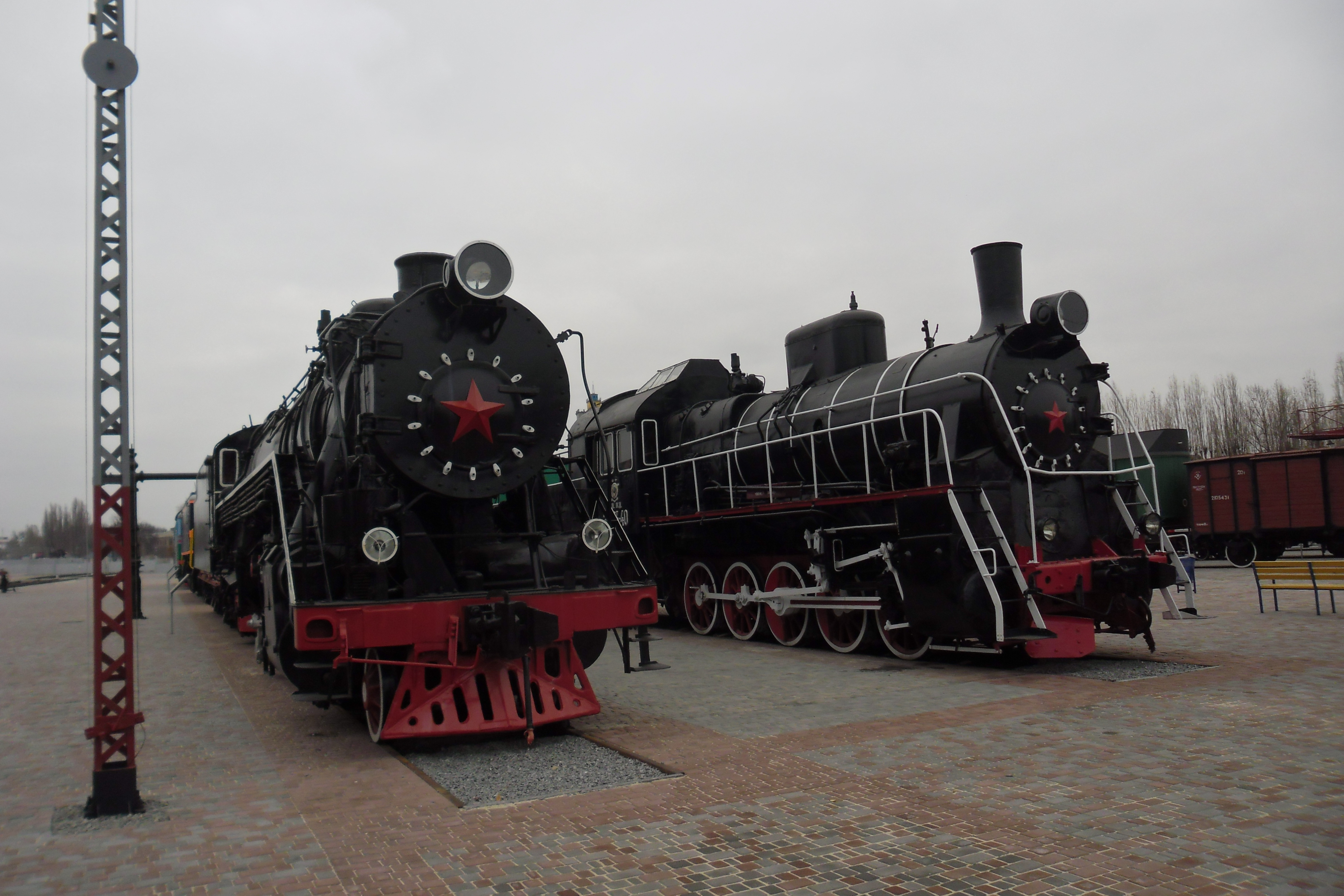
Музей історії та залізничної техніки Південної залізниці